# Янукович Віктор Федорович
Ві́ктор Фе́дорович Януко́вич (вимоваⓘ; нар. 9 липня 1950, Єнакієве, Сталінська область, Українська РСР) — колишній український політичний та державний діяч, 4-й Президент України (25 лютого 2010 — 22 лютого 2014), позбавлений звання 4 лютого 2015 року.
Двічі Прем'єр-міністр України (2002—2005, 2006—2007). Голова Партії регіонів (2003—2010, почесний голова до 2014). Голова Національного олімпійського комітету України (2002—2005). Член Ради національної безпеки і оборони України (11 вересня 2006—18 грудня 2007; 25 лютого 2010—27 лютого 2014). Голова Донецької обладміністрації (11 травня 1997—21 листопада 2002). Доктор економічних наук, професор, колишній член Президії Національної академії наук України.
Двічі поспіль брав участь у президентських виборах. У 2004 році програв (у повторному другому турі): Ющенко — 51,99 %, Янукович — 44,20 %, у 2010 — переміг: Янукович — 48,95 %, Тимошенко — 45,47 %. Згодом позбавлений звання Президента, визнаний винним у державній зраді і заочно засуджений на 13 років позбавлення волі.

## Життєпис
Народився 9 липня 1950 року у робітничому селищі Жуківка біля міста Єнакієвого, Донецької області (тоді — Сталінської); батько — Федір Володимирович (білорус / поляк / росіянин) (1923–1991) — металург; мати — Ольга Семенівна Янукович (Леонова) (росіянка) (1925–1952) — медсестра. У Віктора Януковича є звідні сестри, але він про них воліє не згадувати. Прізвище Янукович білоруського походження (від білоруського імені Янук — народної форми католицького імені Ян).

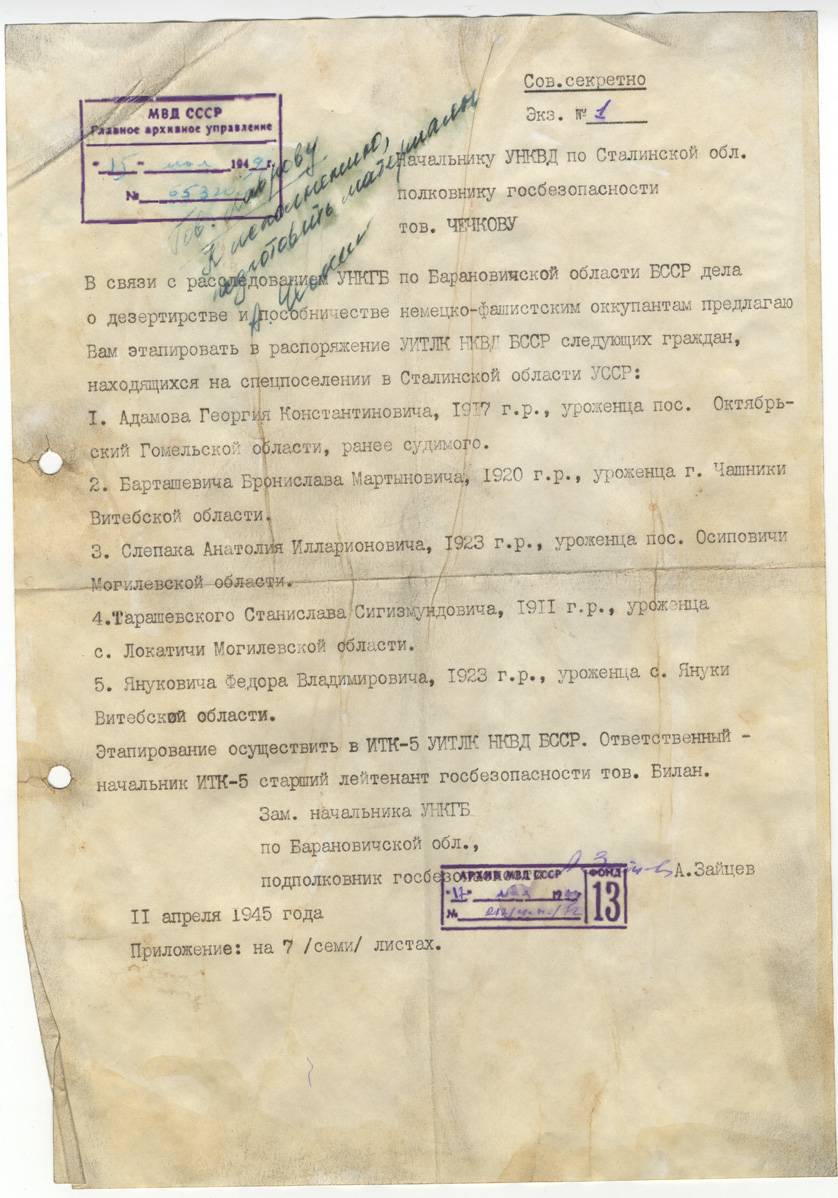
Фотокопія документу, оприлюдненого народним депутатом В. Яворівським щодо минулого Федора Володимировича Януковича

Біографія батька, Федора Володимировича, офіційно не публікувалася, однак у січні 2010 року народний депутат від фракції БЮТ Володимир Яворівський заявив журналістам, що ним було оприлюднено секретні документи НКВС СРСР, згідно з якими батька було переселено з села Януки Вітебської області БРСР на Донбас на виправні роботи, у зв'язку зі звинуваченням у співпраці з німецькими окупантами в роки Другої світової війни
Мати померла, коли Віктору Януковичу було 2 роки. Батько одружився удруге. Через погані стосунки з мачухою Янукович пішов із батьківського дому до бабусі, жив «у малюсінькому флігелі». Коли Віктор Янукович став прем'єром, в його школі з'явилась табличка, що він там учився. Як він стверджував:
|  | Я ніколи не був круглим відмінником, хоча вчився добре, наука давалася легко, учителі говорили: «схоплює усе на ходу». Від батька він успадкував гасло «Очі бояться — руки роблять» |

Також від батька в спадщину дісталася Віктору Януковичу і дружба з космонавтом Георгієм Тимофійовичем Береговим, із яким Федір Володимирович Янукович перед війною разом учився літати в Єнакіївському аероклубі.
Був двічі судимий (15 грудня 1967 та 8 червня 1970) — просидів у в'язниці за кримінальні злочини[які?], загалом три з половиною роки. 1978 судимості начебто було знято, проте подальші розслідування[які?] виявили, що зняття судимостей підроблене.

### Освіта
- Єнакіївський гірничий технікум (1973)

Проте 1967 згідно з постановою прокуратури Єнакієвого, Януковича відраховано з Єнакіївського гірничого технікуму за участь у вчиненні злочину.
- Донецький політехнічний інститут (1980), спеціальність інженер-механік, «Автомобілі та автомобільне господарство»;

Навчався заочно.
- Українська академія зовнішньої торгівлі (2001), магістр міжнародного права, «Міжнародне право»;

Проте, ніхто з тих, хто закінчив академію того ж самого року, що і Янукович, такого студента не пам'ятає, — заявляє «Українська правда». Як заявив Тарас Костишин в RUPOR.INFO, випускники Української академії зовнішньої торгівлі випуску 2001 року були здивовані тим, що їхнім однокурсником виявився Віктор Янукович. Вони його там ніколи не бачили.
- Інститут економіко-правових досліджень НАНУ, дисертація на тему «Управління розвитком інфраструктури великого промислового регіону».
- Свого часу Янукович вказував у своїй біографії, що є членом Каліфорнійської міжнародної академії науки, освіти, індустрії та мистецтв. Як з'ясувалося, такого наукового закладу не існує.[26]

### Кар'єра
- Серпень 1972 — квітень 1973 — автоелектрик
- Квітень 1973 — листопад 1976 — механік, Єнакіївське АТП № 04113
- Листопад 1976 — лютий 1984 — директор автобази, ВО «Орджонікідзевугілля», місто Єнакієве
- Лютий 1984 — вересень 1987 — директор автобази, ВО «Донбастрансремонт», місто Донецьк
- Листопад 1987 — листопад 1988 — заступник директора з автотранспорту дирекції матеріально-технічного забезпечення та транспорту, Донецького державного ВО вугільної промисловості
- Листопад 1988 — травень 1989 — заступник начальника відділу матеріально-технічного забезпечення та транспорту, Донецьке головне територіальне управління вугільної промисловості
- Травень — вересень 1989 — в.о. директора, вересень 1989 — березень 1991 — директор, ВО «Донбастрансремонт»
- Травень 1991 — січень 1994 — генеральний директор, об'єднання підприємств «Донбастрансремонт»
- Січень — вересень 1994 — генеральний директор, об'єднання промислового транспорту вугільної промисловості «Укрвуглепромтранс»
- Вересень 1994 — серпень 1996 — генеральний директор Донецького територіально-виробничого об'єднання автомобільного транспорту «Донецькавтотранс»
- Серпень — вересень 1996 — заступник голови; вересень 1996 — травень 1997 — 1-й заступник голови; 14 травня 1997 — 21 листопада 2002 — Голова Донецької облдержадміністрації та Голова Донецької облради
- 21 листопада 2002 — 5 січня 2005 — Прем'єр-міністр України, член Ради національної безпеки і оборони України
- 4 серпня 2006 —18 грудня 2007 — Прем'єр-міністр України, член Ради національної безпеки і оборони України
- з 25 лютого 2010 — 22 лютого 2014 — Президент України, голова Ради національної безпеки і оборони України

## Політична діяльність до обрання Президентом України
Вважається безсумнівним, що дивна політична кар'єра Януковича, підкреслено зневажливе ставлення до нього Путіна, та, зрештою, його стрімке падіння мають єдине пояснення: він тісно співпрацював із КДБ/ФСБ, причому, як ніхто інший, знаходився на гачку у цих органів. Ця теза неодноразово розглядалася, спочатку як найбільш вірогідне припущення, але ніколи не була спростована чи хоча б заперечена Президентом або його оточенням.

### Початок політичної кар'єри
Віктор Янукович вступив до лав КПРС 1980 року. 1981 року Комітет партійного контролю (КПК) відряджав у Донецьк для перевірки законності погашення судимостей Януковича відповідального контролера КПК Михайла Люнькова. Наступного року Віктор Янукович був обраний депутатом Карло-Марксівської сільради міста Єнакієве.
Становлення Віктора Януковича як регіонального лідера відбулося в середині 90-х років. До цього моменту в Донецькій області вже оформилось одне з найсильніших фінансових угрупувань України. Вважається, що Віктор Янукович зробив чималий внесок до його створення. Саме його називали одним з авторів схеми «вугілля-кокс-метал»: шахти в Україні отримували державні дотації; кокс, що вироблявся з вугілля, що теж дотувалось, дозволяв різко понизити собівартість металу; об'єднання в одних руках всього виробничого ланцюжка від видобутку вугілля до експорту металопродукції дозволяло виводити за кордон державні дотації у вигляді прибутку за експортований метал і відшкодованого ПДВ. Саме тоді, вважається, виник тандем Віктора Януковича і Ріната Ахметова.
Після заміни на керівному посту області Щербаня Володимира Петровича на Полякова Сергія Васильовича, влітку 1996 року Віктора Януковича призначено заступником, а потім першим заступником нового голови обласної державної адміністрації (займався роботою базових галузей промисловості, енергетики, транспорту і зв'язку). Не бажаючи заглиблюватися в проблеми регіону, Сергій Поляков практично переклав свої функції на Віктора Януковича. Авторитет останнього на місцевому і державному рівні зріс, відкривши шлях до ще вищого кар'єрного злету.

### Голова Донецької облдержадміністрації
14 травня 1997 р. Указом Президента № 435/97 Віктор Янукович призначений на місце звільненого голови Донецької обласної державної адміністрації Полякова Сергія Васильовича. Кандидатуру Януковича вважали найбільш логічною, враховуючи його здатність обходити гострі кути у відносинах між регіоном і центром.
14 червня 1998 р. Віктор Янукович перемагає на повторних виборах до Донецької обласної ради з виборчого округу № 7 (вибори 28 березня 1998 р. визнані такими, що не відбулися). 11 404 виборці (78,41 %) віддають за нього свій голос.
14 травня 1999 р. шоста сесія Донецької обласної ради XXIII скликання ухвалила заяву Пономарьова Івана Дмитровича про звільнення від виконання обов'язків голови за станом здоров'я. У цій заяві згадана кандидатура голови Донецької обласної держадміністрації Віктора Януковича як найприйнятніша заміна. Більшість депутатів підтримали її, дозволивши Віктору Януковичу суміщати посади керівника обласної виконавчої і представницької влади, що суперечило чинному законодавству України.[джерело?]
Віктор Янукович був одним із тих, хто суміщав керівні посади в обласній раді і облдержадміністрації. На початку 2001 р. подав заяву про відставку з поста голови облради. Але облрада переважною більшістю голосів (136 — «за» при 4 — «проти») ухвалила рішення продовжити повноваження своєму керівникові.
У травні 2001-го Віктор Янукович зробив ще одну спробу піти з посади голови облради, пояснюючи це тим, що за попередні два роки в облраді створено стабільну конструктивну більшість, і тому відпала необхідність суміщати посади. Новим головою облради став Борис Вікторович Колесніков.
На Виборах до Верховної Ради 2002 р. в Донецькій області переміг пропрезидентський блок «За єдину Україну!». Список блоку отримав майже 40 % голосів донецьких виборців. В одномандатних округах (всього їх — 23) пройшли в основному його висуванці, які згодом склали основу фракції «Регіони України». Віктор Янукович обраний депутатом Обласної ради в місті Димитрові (нині Мирноград). За нього проголосували більше 70 % жителів округу..
Перебуваючи на посаді Голови облдержадміністрації, Віктор Янукович не вступав у Партію регіонів, проте не приховував своїх симпатій до неї, заявляючи зокрема, що ця партія «має велике майбутнє в Донбасі». Пізніше, коли Віктор Янукович став Прем'єр-міністром України за квотою фракції «Регіони України», йому запропонували очолити Партію регіонів. Офіційно з цією ініціативою виступили декілька місцевих організацій партії в Донецькій області. Віктор Янукович був обраний лідером на 5-му з'їзді Партії регіонів 19 квітня 2003 р. Микола Азаров став головою політичної ради; Володимир Рибак — головою виконкому політичної ради партії.
Віктор Янукович — прихильник змішаної виборчої системи. Такої ж точки зору дотримувалася і Донецька облрада. Зокрема, 2001 р. він прийняв звернення до Верховної Ради і Президента з проханням зберегти змішану систему, «щоб не обмежувати права громадян».
Завдяки активній підтримці Віктора Януковича і фінансово-економічних груп Донбасу, в першу чергу Індустріального союзу Донбасу (ІСД), кандидатури Леоніда Кучми на президентських виборах 1999 року, останній здобуває перемогу в Донецькій області, мешканці якої мали симпатії до представників лівих сил. У першому турі 31 жовтня Леонід Кучма отримав у свою підтримку 31,96 %, а основний його суперник Петро Симоненко (лідер Комуністичної партії України) — 39,40 %. У другому турі 14 листопада Леонід Кучма набрав — 52,98 % голосів, а Петро Симоненко — 41,22 %.
Незадовго до своєї відставки, яка відбулася в січні 2001 р., віцепрем'єр із ПЕК в уряді Віктора Ющенка Юлія Тимошенко запропонувала свій план реформування вугільної галузі. Проте в Донбасі до нього поставилися різко негативно: наприклад, Віктор Янукович назвав його популістським. У Донецьку дуже боялися ідей уряду Віктора Ющенка щодо закриття 88 шахт, зокрема 39 — в Донецькій області. У той період, коли Віктор Ющенко очолював Кабінет Міністрів, до звичайних скарг обласної влади про те, що владні повноваження надмірно централізовані в руках Києва, додалася незадоволеність політикою уряду в паливно-енергетичному комплексі.
У часи перебування на посаді Голови облдержадміністрації Віктор Янукович був лобістом деяких проєктів у рамках регіону, зокрема Роман Гайовий з Агентства журналістських досліджень приводить такі успішні лобістські проєкти губернатора Януковича: введення високого мита на коксівне вугілля, що дало можливість вирівняти в ціні дешеве російське з дорогим українським вугіллям; прогрес в об'єднанні місцевих енергокомпаній; експансію донецьких фірм на ринок сусідньої Луганщини.
Віктору Януковичу належала ідея створення на території Донбасу вільних економічних зон — «Донбас» й «Азов», які дали можливість окремим місцевим компаніям отримати податкові та митні пільги і кращі умови розвитку, він також відомий як лобіст вугільних підприємств, проти закриття яких він виступав.

### Прем'єр-міністр України (21 листопада 2002— 5 січня 2005)
У листопаді 2002 р. Леонід Кучма відправив у відставку Прем'єр-міністра Анатолія Кінаха та запропонував на цю посаду Віктора Януковича. «За» проголосували 234 Народних депутати України.

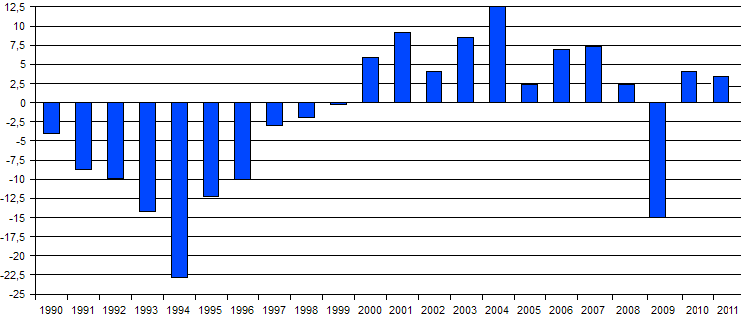
Рівень зростання ВВП України. 1990—2011 рр.

Коли Віктор Янукович став Прем'єр-міністром України, уряд почав приділяти більше уваги реформуванню вугільної галузі: розроблена відповідна програма, яка передбачала об'єднання шахт у великі державні компанії, що надалі підлягали акціонуванню, а потім — приватизації, для полегшення роботи державних вугільних компаній планувалося створити спеціальну енергорозподільну компанію, яка б поставляла на шахти електроенергію за зниженими цінами. Міністерство палива та енергетики вважало, що саме таким способом реально вдасться провести антикризові заходи.
Віктор Янукович подав у відставку з посади голови Уряду 31 грудня 2004 р., після оголошення результатів Виборів Президента України 2004, у яких (у третьому турі) перемогу отримав Віктор Ющенко. Відставку прийнято Президентом Леонідом Кучмою 5 січня 2005 р.
Віктор Янукович очолював уряд України 3 роки та 6 місяців (абсолютний рекорд перебування на посаді Прем'єр-міністра України). За часів першого уряду Віктора Януковича зафіксований найвищий показник зростання ВВП за історію незалежної України — 12,1 % у 2004 р.

### Президентські вибори 2004 року

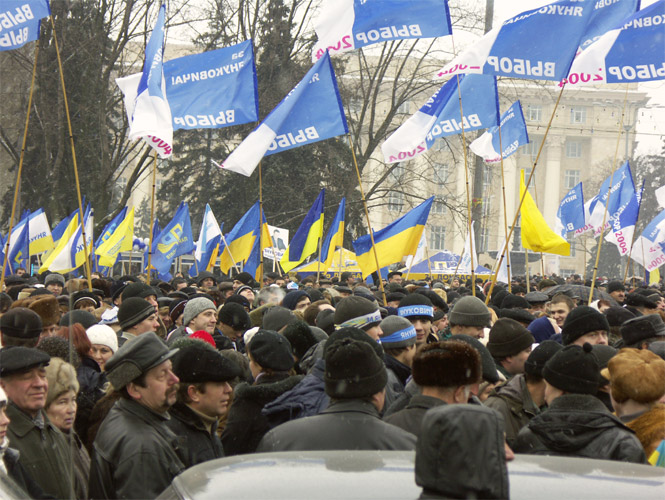
Мітинг за Януковича в Донецьку

У 2004 р. Прем'єр-міністр України Віктор Янукович за підтримки президента Леоніда Кучми став «кандидатом від влади» на президентських виборах в Україні.
Під час президентської кампанії у засобах масової інформації та з трибуни Верховної Ради оприлюднені факти біографії В. Януковича, пов'язані із вчиненими ним злочинами та із співпрацею його з КДБ (див., наприклад, фотокопію запиту Г. Омельченка).
Віктор Янукович мав велику підтримку на Донбасі та значну серед електорату південних та східних областей України. Прихильники Віктора Януковича наголошували на економічному зростанні східних регіонів за часи діяльності уряду у 2002—2004 рр., суттєвим аргументом була проросійська економічна та культурна політика. У Києві, центральних, північних та, особливо, західних областях Віктор Янукович користувався дуже низькою підтримкою — перш за все, через зростання цін на основні продукти харчування, значний рівень корупції практично у всіх гілках влади, кримінальне минуле Віктора Януковича, проросійську орієнтацію.
У першому турі Віктор Янукович набрав 11008731 голос (39,26 %), посівши 2-е місце серед 24 претендентів (поступившись Віктору Ющенку). У другому турі, відповідно до офіційної заяви Центральної виборчої комісії, Віктор Янукович здобув перемогу (одержавши 49,46 % голосів), але, в умовах масових акцій протесу, розгорнутих прихильниками Віктора Ющенка, які обвинуватили владу в масовій фальсифікації виборів, Верховний Суд, розглянувши представлені докази, визнав, що встановити достовірні результати голосування неможливо. Згідно з рішенням ВСУ 26 грудня 2004 р. відбулося переголосування другого туру, у якому Віктор Янукович програв, набравши 44,2 %. Але навіть після рішення Верховного Суду нікому з високопосадовців офіційні обвинувачення в організації фальсифікацій висунуті не були.
У 2009 р. Віктор Янукович зазначив, що віддав перемогу іншому кандидату, щоб не допустити кровопролиття: «Я не хотів, щоб матері втратили дітей, дружини — чоловіків. Я не хотів, щоб по великій річці Дніпро за течією попливли трупи з міста Києва. Я не хотів на крові здобути владу».

### Опозиційна діяльність (2005—2006)
Після поразки на президентських виборах Віктор Янукович не полишив політичної діяльності і виступив із критикою економічного курсу, запровадженого президентом Віктором Ющенком і прем'єром Юлією Тимошенко. Віктор Янукович відзначав, що незбалансована економічна політика спрямована на різке зростання соціальних виплат у державному бюджеті, нарощування податкового тиску на підприємства, а також різке скорочення капітальних інвестицій в основні фонди, призведуть до наростання кризових явищ в економіці країни.
У квітні 2005 року лідери 19 політичних партій і 12 громадських організацій домовилися про створення опозиційної коаліції на чолі з Віктором Януковичем. Така широка коаліція так і не була сформована і Партія регіонів взяла участь у Виборах до Верховної Ради 2006 самостійно. Віктор Янукович почав реорганізацію своєї Партії регіонів, пообіцявши зайняти пост Прем'єр-міністра після парламентських виборів або, принаймні, отримати істотну вагу в наступному уряді.
Влітку 2005 року Генеральна прокуратура України звинуватила Віктора Януковича в незаконній видачі премій призерам Олімпійських ігор в Афінах 2004 із державного бюджету, у виділенні коштів Донецькому аеропорту на закупівлю устаткування для забезпечення безпеки польотів. Генеральна прокуратура також зацікавилася земельною ділянкою, яка була оформлена на Віктора Януковича губернатором Івано-франківської області Михайлом Вишиванюком 2000 року.
Під час перебування в опозиції Віктор Янукович написав книгу «Рік в опозиції», яку презентував за два тижні до виборів.
Віктор Янукович — народний депутат України V скликання від Партії регіонів (квітень — липень 2006 року), № 1 в списку. На час виборів — голова Партії регіонів. Член Комітету Верховної Ради з питань правової політики (липень — вересень 2006 року), голова фракції Партії регіонів (травень — вересень 2006 року). Склав депутатські повноваження 12 вересня 2006 року, у зв'язку з обранням Прем'єр-міністром України.
На виборах у Верховну Раду України, що відбулися 26 березня 2006 року, Партія регіонів набрала 32,14 відсотка голосів, посівши перше місце.
Спроби створення парламентської коаліції, яка могла б сформувати Кабінет міністрів і утвердила Прем'єр-міністра, довгий час були безрезультатні: спочатку фракція Партії регіонів була в меншині, — теоретична більшість могла складатись з Блоку Юлії Тимошенко, Нашої України і Соціалістичної партії (останні в своїй передвиборчій компанії обережно використовували «помаранчеву» риторику). Але згодом суперечності між лідерами цих фракцій, та дії Президента України Віктора Ющенка, який схилявся до коаліції Нашої України з Партією регіонів[джерело?], привели до того, що лідер соціалістів Олександр Мороз, заради обрання його спікером Верховної Ради, пішов на «союз» з Віктором Януковичем, і ситуація в українському парламенті змінилася — більшість мандатів отримала коаліція Партії регіонів, соціалістів і Комуністичної партії[недоступне посилання]. Президент Ющенко оголосив нову коаліцію нелегітимною, і мова зайшла про можливий розпуск Ради і призначення нових виборів[джерело?].
Проте у серпні 2006 року, в ході переговорів між президентом Ющенком і лідерами парламентських фракцій, був розроблений документ — Універсал національної єдності, який підписали представники всіх фракцій Верховної Ради, окрім Юлії Тимошенко і голови фракції Компартії Петра Симоненка (він не підтримав декілька пунктів Універсала). У документ, окрім положень, що передбачали використання української мови як державної і гарантували громадянам України вільне використання російської або інших мов, був також включений пункт про виконання плану дій «Україна—НАТО». На підставі цього Універсала, 7 липня 2006 року була створена Антикризова коаліція, яка з 23 березня 2007 року змінила назву на Коаліція національної єдності, за участю фракцій Партії регіонів, КПУ, та СПУ. 4 серпня 2006 року Верховною Радою України був призначений персональний склад Кабінету Міністрів України та Прем'єр-міністр України Віктор Янукович, який на момент призначення на цю посаду був народним депутатом України. У зв'язку з тим, що протягом двадцяти днів з моменту призначення повноваження народного депутата України Віктора Януковича не були припинені[джерело?], з огляду на вимоги статті 5 Закону України «Про особливості звільнення з посад осіб, які суміщають депутатський мандат з іншими видами діяльності», постанова Верховної Ради України від 4 серпня 2006 року про призначення Віктора Януковича на посаду прем'єр-міністра України втратила чинність з 25 серпня 2006 року. Але, попри це, Віктор Янукович, сумнівно з правової точки зору[джерело?], продовжував здійснювати повноваження Прем'єр-міністра України до призначення нового Уряду за результатами позачергових виборів народних депутатів 2007 року.

### Прем'єр-міністр України (4 серпня 2006— 18 грудня 2007)

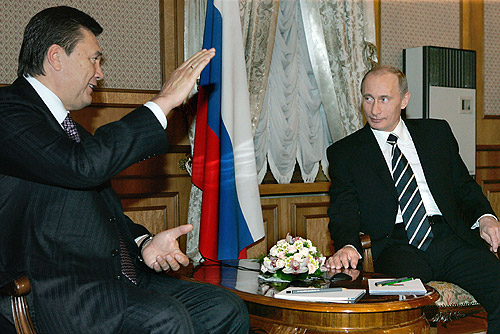
Янукович та Путін, 22 грудня 2006

13 грудня 2006 року уряд Януковича розповсюдив спеціальну заяву, в якій звинуватив президента Віктора Ющенка в свідомій дестабілізації обстановки. Наголошувалося, що рішення Віктора Ющенка накласти вето на проєкт Закону про бюджет на 2007 рік спровоковане «ілюзією можливого розпуску Верховної Ради і проведення дострокових парламентських виборів». У відповідь на це секретаріат Президента України звинуватив уряд у порушенні Конституції, оскільки він нібито заклав до бюджету на 2007 рік занижені рівні мінімальної зарплати і пенсії.
22 грудня того ж року Ющенко підписав відкинутий ним раніше закон «Про держбюджет України на 2007 рік». Як заявив Віктор Янукович, для цього йому довелося домовитися з Президентом про те, що за підсумками першого кварталу держбюджет переглянуть і за можливості рівень пенсії в країні відповідатиме встановленому прожитковому мінімуму.
12 січня 2007 року Верховна Рада ухвалила підготовлений урядом Віктора Януковича Закон «Про кабінет міністрів України». Раніше Президент наклав на нього вето, проте завдяки підтримці блоку Юлії Тимошенко, в парламенті воно було з успіхом подолано. Про необхідність швидкого ухвалення цього закону Віктор Янукович говорив ще в жовтні 2006 року. Тоді він пропонував паралельно внести і закон про Президента України — «щоб побачити баланс влади», але цього зроблено не було. Віктор Янукович підкреслював, що в роботі над законопроєктом брали участь як міністри, які представляють «Нашу Україну», так і представники юридичного департаменту Секретаріату Президента. 18 січня 2007 року Віктор Ющенко запропонував парламенту змінити ті положення документа, які, на його думку, не відповідають Конституції України. 23 січня Голова Верховної Ради України Олександр Мороз заявив, що навіть якщо Президент України не підпише цей закон, то він, як голова Верховної Ради, буде «зобов'язаний його обнародувати». Намагаючись запобігти публікації закону, 1 лютого 2007 року співробітники Секретаріату Президента повідомили про подання до Конституційного суду України. 2 лютого 2007 року Закон «Про Кабінет міністрів» офіційно набув чинності після того, як був опублікований у парламентській газеті «Голос України» і газеті центральних органів виконавчої влади «Урядовий кур'єр».
23 листопада 2007 року, на I сесії Верховної Ради VI скликання, В. Янукович склав повноваження Прем'єр-міністра України. Виконував обов'язки Прем'єра до обрання 18 грудня 2007 Верховною Радою нового Прем'єр-міністра — Юлії Тимошенко.

### Опозиційна діяльність (2007—2010)
2008 Янукович посідає шосте місце у рейтингу Топ-100 найвпливовіших українців за версією журналу Кореспондент.
У серпні 2008 р. Янукович заявив про необхідність визначення критеріїв, які дозволятимуть надавати відповідний статус конфліктним територіям: «Визнання Російською Федерацією незалежності Південної Осетії та Абхазії — це логічне продовження процесу, який був започаткований західними країнами стосовно визнання незалежності краю Косово».

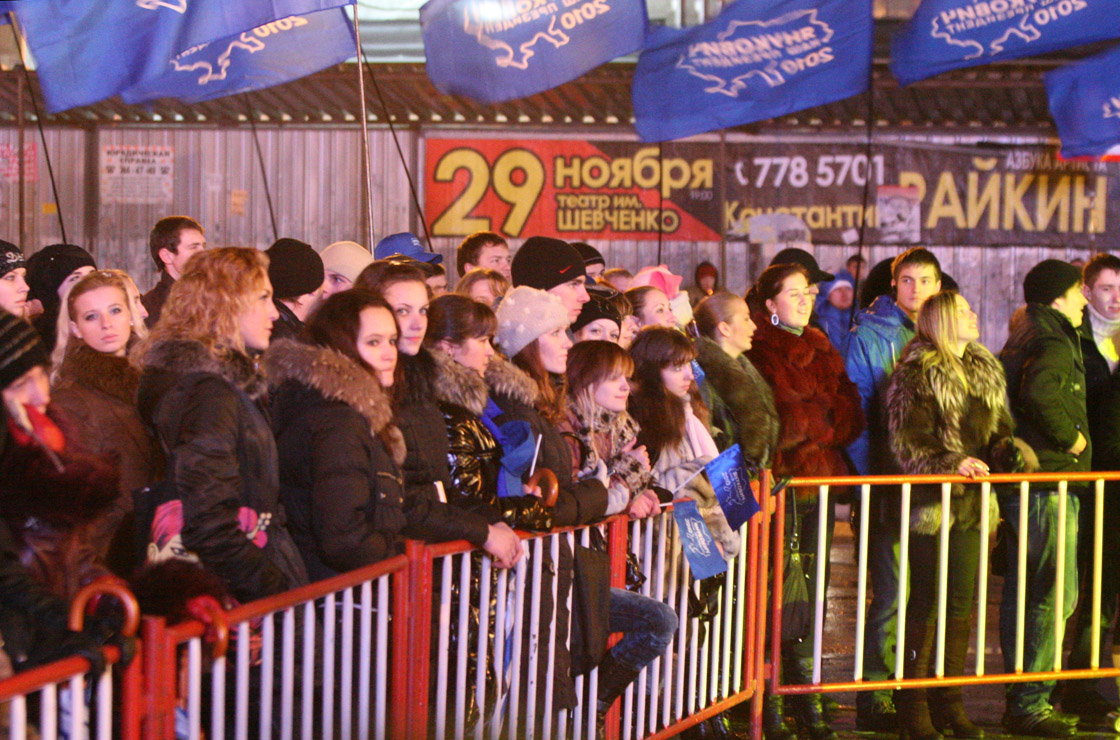
Прихильники Януковича в Дніпрі, грудень 2009 року

У травні-червні 2009-го Янукович знову з'являється на обрії великої політики: Партія регіонів починає переговори про створення широкої коаліції з Блоком Юлії Тимошенко. Переговори про участь у коаліції веде також блок Литвина.
28 жовтня 2009 р. ЦВК реєструє Віктора Януковича кандидатом у президенти України. Молодіжна партія та Партія регіонів підтримали кандидатуру.
8 грудня Юрій Луценко звинуватив Януковича у наданні неправдивих відомостей у декларації про доходи: «У своїй декларації Янукович показав на 30 млн грн менше дохід за продаж квартири». Також Луценко заявив, що В.Янукович у всіх на очах присвоїв 140 га землі.

### Президентські вибори 2010 року
У першому турі виборів найбільшу кількість голосів набрав Віктор Янукович — 8 686 751 (35.32 %), друге місце посіла Юлія Тимошенко — 6 159 829 (25.05 %). Ці два кандидати вийшли до другого туру виборів.
У другому турі виборів за результатами обробки 100,00 % протоколів перемагає лідер опозиції Віктор Янукович — 48,95 % (12 481 266 голосів); Юлія Тимошенко відстає на 3,48 відсотки — 45,47 % (11 593 357 голосів). Проти обох кандидатів проголосувало 4,36 % громадян. Визнаних недійсними виборчих бюлетенів — 1,19 %. Зросла в порівнянні з першим туром активність виборців — 69,15 % (66,76 % у першому турі).
Не дочекавшись офіційних результатів, Януковича з перемогою привітали президенти Росії, Латвії, Естонії, США, Польщі, ЄС, Грузії, Німеччини, Франції, прем'єр Туреччини, Патріарх Кирило тощо. Першим привітав кандидата Олександр Мороз.
14 лютого 2010 року ЦВК оголосила офіційні результати виборів президента України, згідно з якими лідер Партії регіонів Віктор Янукович переміг і став наступним президентом країни.
17 лютого Вищий адміністративний суд України призупинив рішення ЦВК про визнання Януковича президентом України в забезпечення позову Юлії Тимошенко про скасування підсумків другого туру виборів. Суд не задовольнив клопотання Тимошенко заборонити Януковичу складати присягу президента на урочистому засіданні Верховної Ради.
19 лютого Верховна Рада достроково припинила повноваження народного депутата Віктора Януковича у зв'язку з особистою заявою про складання депутатських повноважень. За постанову проголосували 242 депутати з 428 зареєстрованих у залі.
20 лютого ВАСУ відновив дію протоколу Центральної виборчої комісії про результати повторного голосування з виборів Президента України 7 лютого.
|                                             |  |                                              |  |
| Президентські вибори 2010 (Янукович, І тур) |  | Президентські вибори 2010 (Янукович, ІІ тур) |  |

## Президент України (25 лютого 2010— 22 лютого 2014)

### Інавгурація
Верховна Рада України встановила дату інавгурації 16 лютого 2010 року. Віктор Ющенко підписав указ, затвердивши план заходів, пов'язаних з інавгурацією В. Ф. Януковича, 20 лютого, і побажав йому «відстоювати українські інтереси і захищати демократичну традицію» на президентському посту. Тоді ж Блок Юлії Тимошенко заявив, що вони не будуть присутні на події. Інавгурація четвертого Президента України відбулася 25 лютого 2010 року. Патріарх Кирило, Московський і всієї Русі, на запрошення Януковича провів державну молитвену службу в Києво-Печерській Лаврі. Також були присутні на інавгурації Верховний представник з питань спільної зовнішньої та безпекової політики Кетрін Ештон, радник США з національної безпеки Джонс Джеймс Логан і спікер Думи Борис Гризлов. Віктор Ющенко, прем'єр-міністр Юлія Тимошенко та її партія церемонію проігнорували.

### Внутрішня політика

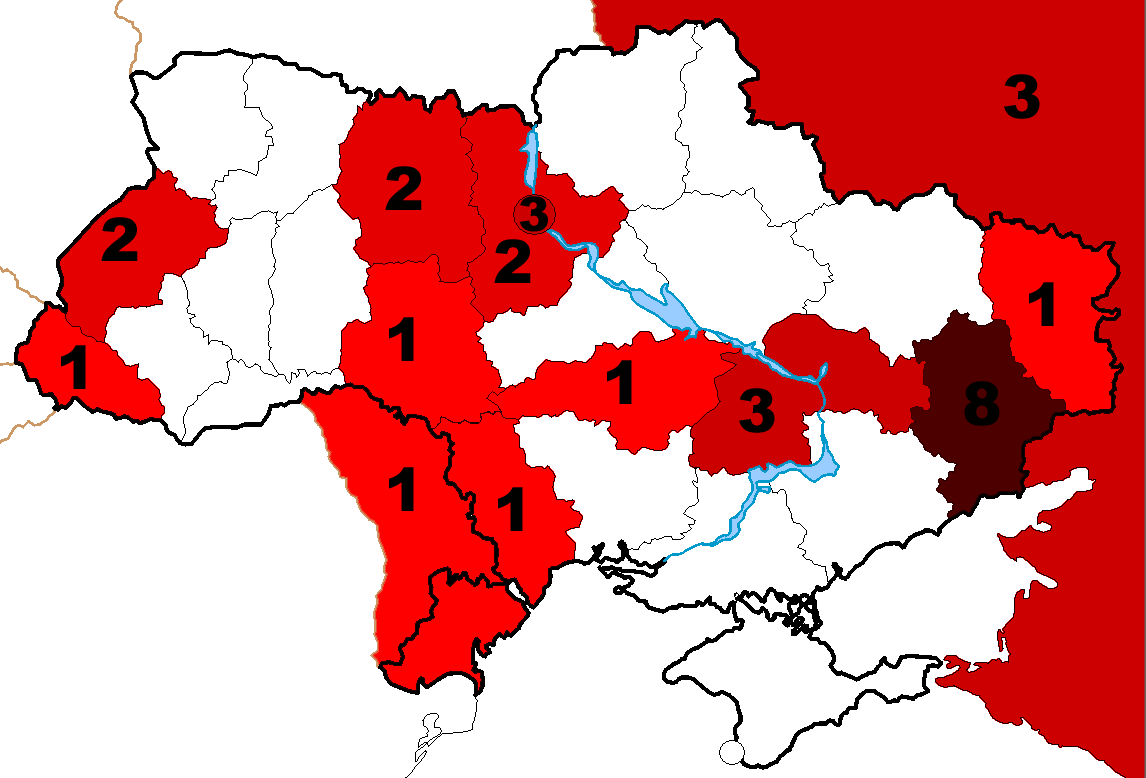
Розподіл членів першого уряду Азарова за походженням

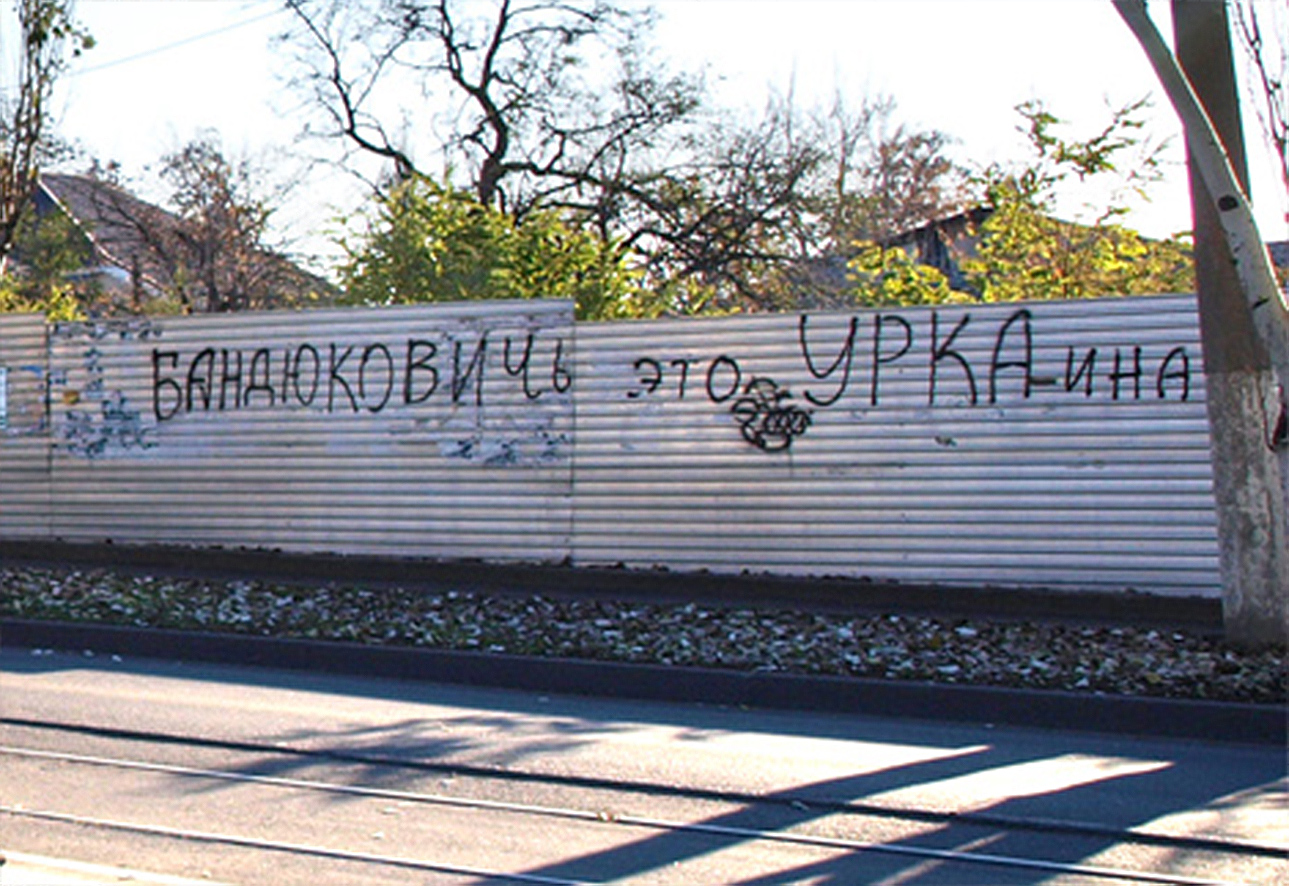
Антипрезидентські надписи в Луганську уздовж 7-мої лінії, листопад 2011

Першим указом Януковича на посаді Президента України стало скорочення робочого штату і витрат на утримання Секретаріату Президента на 20 %. Цим же указом він повернув Секретаріату Президента його попередню назву — Адміністрація Президента України. Незважаючи на таке скорочення штату видатки на Держуправління справами при Президенті в 2011-му зросли на 400 млн грн, а сам Янукович потрапив на третє місце в світі за витратами на президента країни.
3 березня 2010 Янукович призупинив своє членство в Партії регіонів, яку очолював майже сім років до обрання главою держави, i поклав обов'язки лідера партії і парламентської фракції на Миколу Азарова.
Формування парламентської коаліції «Стабільність та реформи». Після президентської кампанії у Верховній Раді сформовано парламентську коаліцію «Стабільність і реформи».
Кадрові зміни держапарату. Відновлення управлінської «вертикалі». Масштаби кадрових змін на всіх рівнях структур державного апарату після обрання Віктора Януковича на посаду Президента України перевершили «кадрові чистки», що відбувались після Помаранчевої революції й активно критикувались самим Януковичем. На більшість керівних посад у державі призначалися вихідці з Донбасу. Колишній співдоповідач Парламентської асамблеї Ради Європи по Україні Ханне Северінсен так прокоментувала формування влади Януковичем у перші два місяці каденції: 
|  | Я дуже занепокоєна. Я завжди знала, що в Україні вразлива демократія. Але я навіть не уявляла, що за два місяці, відколи працює новий Президент, — він використав їх для того, щоб підібрати під себе уряд, скасувати результати виборів 2007 року, повністю підкорити собі Вищу раду юстиції, Верховний Суд, СБУ і навіть парламент |

Деякі експерти вважають, що незаперечним досягненням нової владної команди є стабілізація політичної системи України. Разом із тим вони додають, що так і не вдалося втілити в життя гасло про «уряд професіоналів». Кабінет міністрів Миколи Азарова формувався за попереднім квотним принципом, проте з яскраво вираженим «регіональним присмаком» (за деякими підрахунками, більше третини складу чинного уряду — вихідці з Донецького регіону). Експерти мають думку, що, напевно, головними вимогами до кандидатів на високі посади були особиста відданість Віктору Януковичу, ефективна участь у президентській виборчій кампанії..
Утворення консультативно-дорадчих органів при Президентові України. Їхня діяльність. Указом від 26 лютого 2010 р. Віктор Янукович утворив Комітет з економічних реформ, секретарем якого призначив Ірину Акімову, указом від 26 лютого 2010-го — Національний антикорупційний комітет, указом від 9 квітня 2010 р. — Раду регіонів, як консультаційно-дорадчого органу при Президентові України з метою забезпечення взаємодії центральних органів влади та місцевого самоврядування.
Однак Рада регіонів так і не запрацювала ефективно. Політолог Костянтин Матвієнко вважає що цей орган створено для демонстрацій перед телекамерами, що Президент реально управляє державою.
26 лютого 2010 р. Віктор Янукович підписав указ про утворення Національного антикорупційного комітету, однією з цілей якого є кардинальне покращення ситуації у сфері боротьби з корупцією в Україні. Слід зазначити, що Україна в індексі сприйняття корупції опустилася зі 134 місця в 2010 році на 152 місце в 2011 році.

#### Конституційний переворот та узурпація влади
В жовтні 2010 року Конституційний суд визнав неконституційним Закон «Про внесення змін до Конституції України» від 8 грудня 2004 року № 2222-IV (політреформу 2004 року) у зв'язку з порушенням процедури його розгляду і ухвалення і відновив дію Конституції України 1996 року.. Таким чином, Янукович через кишеньковий Конституційний суд змінив форму правління в Україні, повернувши її від парламентсько-президентської знову до президентсько-парламентської, всупереч Конституції, яка чітко дає такі повноваження лише Верховній Раді. Після цього рішення КСУ повноваження Президента значно розширились. Ці дії були розцінені Генеральною прокуратурою в 2017 році як держпереворот та незаконне захоплення влади.
30 листопада 2010 р. Янукович наклав вето на Податковий кодекс, затверджений Верховною Радою та прийнятий урядом Азарова, що призвів до мітингів по всій Україні (одного з найбільших протестів із часів Помаранчевої революції). Виправлений варіант документа підписаний Президентом 3 грудня 2010-го.
27 січня 2011 р. у Давосі на «Всесвітньому економічному форумі» Віктор Янукович заявив про започаткування 21 реформи у різних сферах життєдіяльності України та зауважив: «В питанні розвитку демократії Україна є одним з лідерів східної Європи. Я б сказав навіть — однією з центральних країн».
1 жовтня 2011 р. набрав чинності Закон «Про заходи щодо законодавчого забезпечення реформування пенсійної системи», підписаний Віктором Януковичем 9 вересня 2011-го.
17 січня 2013 р. Янукович визнав провал більшості реформ своєї команди і звинуватив Миколу Азарова в саботажі.

### Зовнішня політика

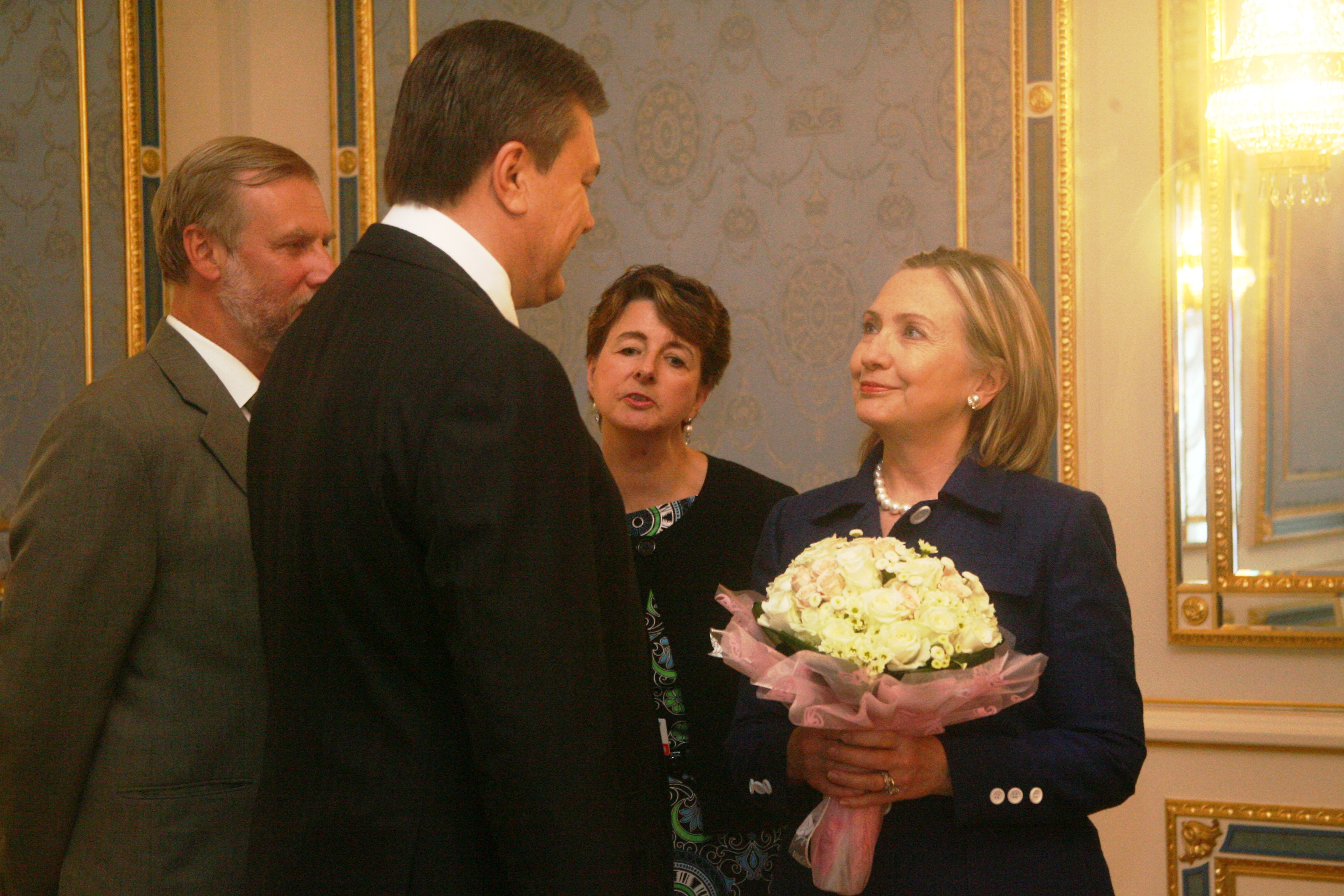
Держсекретар США Гілларі Клінтон вітає Януковича в Києві, Україна. 2 липня 2010

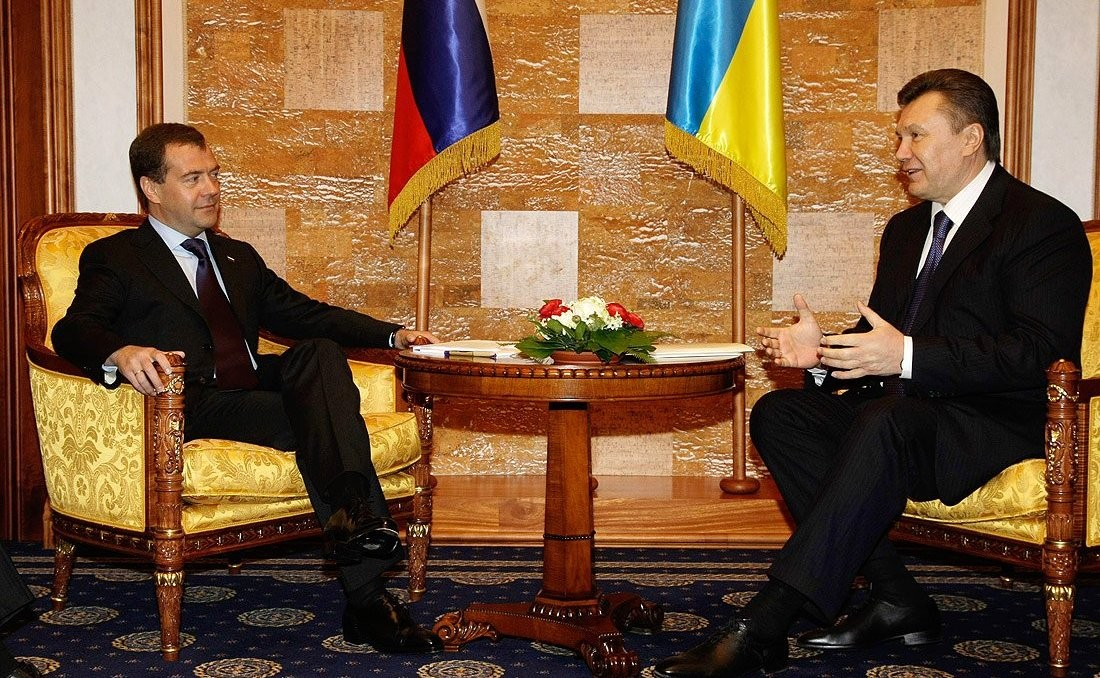
Зустріч з президентом Росії Медведєвим у Харкові 21 квітня 2010

Свій перший закордонний візит Віктор Янукович здійснив до Брюсселя, де зустрівся з президентом ЄС Германом Ван Ромпеєм. Серед конкретних пріоритетів були відзначені перспективи запровадження безвізового режиму, створення зони вільної торгівлі, підтримка з боку Євросоюзу подолання наслідків фінансово-економічної кризи в Україні.
4 червня 2010 р. Янукович повідомив, що Україна не визнає незалежність Абхазії і Південної Осетії. Він нагадав про існування у світі низки міжнародних угод, якими закріплено територіальну цілісність країн і зазначив, що ніколи не виступав за порушення цих документів: «Я ніде і ніколи не заявляв про визнання Південної Осетії та Абхазії».

#### Підписання угоди про подовження терміну перебування ЧФ РФ на території України
21 квітня 2010 р., без попереднього суспільного обговорення, Президент України В. Янукович підписав із президентом Росії Дмитром Медведєвим «Угоду між Україною і РФ з питань перебування Чорноморського флоту Російської Федерації на території України», згідно з якою продовжується термін перебування Чорноморського флоту Росії в Севастополі на 25 років, до 2042 року. Це стало своєрідною «ціною» підписання Доповнення до газового контракту від 19 січня 2009 року між ВАТ «Газпром» та НАК «Нафтогаз України» (який був укладений Прем'єр-міністрами двох держав Ю. Тимошенко та В. Путіним у Москві), котре скасовує пункт про штрафні санкції за недобір газу і обумовлює знижку на російський газ для України, яка буде оформлена як зменшення митних зборів. Деякі аналітики розцінили угоду як таку, що суперечить Конституції України. Разом із тим, деякі чільні представники Партії Регіонів, виправдовуючи Януковича, посилаються на різночитання трактувань перехідних положеннях Конституції, вважаючи, що вони стосуються лише заборони на створення нових військових баз. Угода отримала також неоднозначну оцінку в українському суспільстві: її розкритикувала низка місцевих рад, опозиція[недоступне посилання] та екологи. Відбулася серія багатотисячних мітингів. 27 квітня Угоду ратифікували парламенти обох країн.

#### Стосунки з Європейським і Митним союзами
12 квітня 2011 року відбувся візит голови уряду Росії Володимира Путіна до Києва. Росія схиляє Україну до вступу до Митного союзу, до якого крім РФ входять Білорусь і Казахстан. Основною поступкою за це має бути зниження ціни на російський газ для України майже наполовину. Янукович висловлюється за зближення країни з Митним союзом країн СНД. "Вважаю, що подальший розвиток стосунків з Митним союзом спиратиметься на нову договірну базу щодо угод про вільну торгівлю, і можлива пакетна угода про співпрацю за формулою «3+1», — заявив він 7 квітня, виступаючи зі щорічним посланням у Верховній Раді.
Прем'єр-міністр Росії Володимир Путін у ході цього візиту не отримав прямої згоди від президента України Віктора Януковича на вступ України до Митного союзу. Про це сказало газеті «КоммерсантЪ-Украина» джерело, ознайомлене з ходом закритої частини їхніх переговорів. «Хоча прогресу в переговорах України з ЄС щодо ЗВТ (зони вільної торгівлі) немає, а на пошук компромісу з деяких питань у нас можуть піти роки, Президент України задекларував таку позицію: Україна інтегрується в Євросоюз, у Митний союз не вступає, а буде дотримуватися заявленої формули 3+1», — сказало джерело.
Угода зі створення зони вільної торгівлі (ЗВТ) між Україною і Європейським Союзом практично готова, залишилися три неврегульовані питання, за якими Київ пропонує компромісний підхід. Про це повідомив 31 травня 2011 року прем'єр-міністр України Микола Азаров на зустрічі з головою МЗС Греції. «Практично угода готова. Залишилися три неврегульовані питання, за якими Україна запропонує компромісний підхід», — сказав він.
29 травня 2013 року в Астані (Республіка Казахстан) в президентському палаці «Акорда» відбулася зустріч Президента України Віктора Януковича, Президента Республіки Білорусь Олександра Лукашенка, Президента Республіки Казахстан Нурсултана Назарбаєва, Президента Киргизької Республіки Алмазбека Атамбаєва та Президента Російської Федерації Володимира Путіна. За результатами зустрічі Віктор Янукович дав доручення Кабінету міністрів України підписати меморандум про надання Україні статусу спостерігача в Євразійській економічній комісії, яка є виконавчим органом Митного союзу, під час саміту СНД в Мінську 31 травня.
31 травня 2013 року у Мінську Прем'єр-міністр України Микола Азаров і голова Євразійської економічної комісії (ЄЕК) Віктор Христенко підписали меморандум про поглиблення взаємодії між ЄЕК і Україною. Меморандум передбачає надання Україні можливості мати представника в ЄЕК і одержати статус спостерігача в Євразійському економічному союзі з 2015 р.
За роки правління Віктора Януковича приватні кредитори видали Україні $40 мільярдів кредитів.
28 — 29 листопада 2013 року на Саміті глав держав у Вільнюсі Президент України Віктор Янукович не підписав Угоду про асоціацію між Україною та Євросоюзом, що викликало бурхливі негативні реакції Заходу та України, додавши ще більших масштабів Євромайдану.

#### Найважливіші закордонні візити Президента України

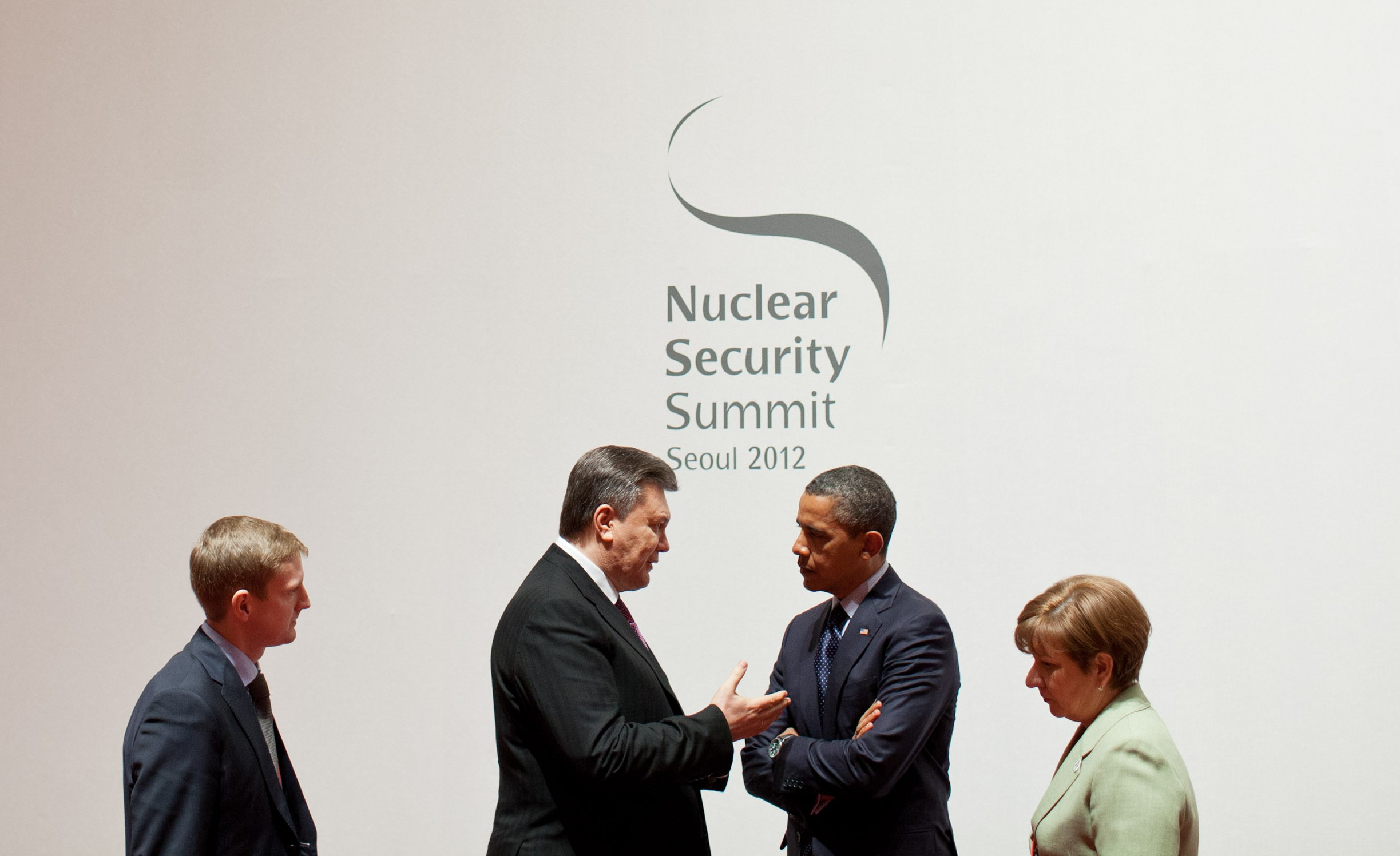
Барак Обама розмовляє з Януковичем. Саміт з ядерної безпеки, Сеул

#### Вашингтонський саміт із ядерної безпеки, квітень 2010 року
На саміті з ядерної безпеки, який пройшов у Вашингтоні на початку квітня 2010 року, взяв на Україну зобов'язання позбутися до 2012 року усіх запасів високозбагаченого урану, який використовується в країні виключно у наукових цілях, чим зробив велику послугу президентові США Бараку Обамі, адже ця обіцянка стала чи не єдиним вагомим досягненням Обами на шляху ядерної безпеки на саміті.

#### Візит у ПАРЄ, квітень 2010 року
27 квітня, під час візиту у Страсбург, заявив у ПАРЄ, що Голодомор в Україні 1932-33 років визнавати як факт геноциду щодо того чи іншого народу буде неправильно, несправедливо:
|  | Це були наслідки сталінського тоталітарного режиму, ставлення до людей ... Але визнавати Голодомор як факт геноциду щодо того чи іншого народу, ми вважаємо, буде неправильно, несправедливо. Це була трагедія, спільна трагедія держав, що входили до СРСР |

Тоді ж Янукович заявив, що входження України у Митний союз Білорусі, Казахстану і Росії є неможливим, натомість створення зони вільної торгівлі з ЄС є одним із національних пріоритетів.

#### Візит до Китаю, вересень 2010 року
Янукович перебував з офіційним візитом у Китаї з 2 по 5 вересня 2010 року. 2 вересня у присутності глав держав відбулася церемонія підписання 13 двосторонніх документів, серед яких:
 — Основні напрями українсько-китайських відносин (Дорожня карта) на 2010—2012 рр.;
 — Угода між Кабінетом міністрів України і урядом КНР про співпрацю в галузі захисту і карантину рослин;
 — Програма українсько-китайської співпраці в галузі дослідження і використання космічного простору в мирних цілях на 2011—2015 рр.;
 — Протокол між Державною митною службою України і Державною митною адміністрацією КНР про взаємну допомогу в перевірці достовірності задекларованої вартості товарів;
 — Міжурядова угода про надання уряду України безоплатної допомоги;
 — Угода про створення Спільної ділової ради між Торговельно-промисловою палатою України і китайським Комітетом сприяння міжнародній торгівлі та інші.
В.Янукович оцінив вартість інвестпроєктів у рамках підписаних угод на 4 млрд доларів.

#### СамітСНДу Душанбе (3 вересня 2011 року)
Україна не сприймає будь-якого тиску в процесі переговорів щодо перегляду ціни на російський газ. Про це заявив президент Віктор Янукович у Душанбе 3 вересня. «Будь-який тиск в цих питаннях — він для нас принизливий. І ми не дозволимо, щоб так з нами говорили. Коли йдуть переговори, на переговорах все, що завгодно буває, а коли ми виходимо в засоби масової інформації, нам треба дотримуватися чогось», — сказав Янукович.

### Євромайдан
Позиція Януковича під час протистояння в Україні 18–20 лютого 2014.
Станом на 2:16 19 лютого президент України Янукович відмовився проводити будь-які переговори з лідерами опозиції і бажає лише вигнати протестуючих з вулиць Києва. За повідомленням Віталія Кличка, Янукович не збирається йти на поступки й припиняти протистояння. Зокрема він зазначив, що
|  | Янукович абсолютно неадекватно реагує на ситуацію. Все, про що він говорив - це про те, щоб лідери опозиції закликали людей на Майдані припинити протистояння і скласти зброю |

За словами Арсенія Яценюка, Янукович неодноразово висловлював особисті погрози лідерам опозиції, якщо вони не приберуть людей з вулиці.
20 лютого 2015 року секретар РНБО Олександр Турчинов розповів, що коли він за дорученням керівництва Майдану зустрівся з Януковичем, «він бігав по кабінету, як загнаний звір, кричав погрожував: „Усіх розстріляємо, усіх арештуємо. Я перекрию кордон, нікого не випущу за кордон, усіх знищу“. Хвилин 10-15 істерика була у кабінеті». За словами Турчинова Янукович давав накази стріляти в людей на Майдані через Захарченка та Якименка. Крім того, у СБУ є матеріали, що високопосадовці з ФСБ Росії повністю їх консультували. Того ж дня Янукович під час інтерв'ю російському телеканалу НТВ заявив: «ніхто Майдан не розігнав зі зброєю, танками, бронетехнікою і так далі, так, як мене до цього підштовхували. Я прагнув до миру, до недопущення кровопролиття. І мені влада ціною крові не потрібна була» Того ж дня було розстріляно велику кількість прихильників Майдану на вулиці Інститутській.

### Усунення з посади

Янукович підписує угоду про капітуляцію з опозицією 21 лютого 2014

21 лютого 2014 лідери опозиції підписали з Віктором Януковичем угоду щодо врегулювання кризи в Україні. Відповідно до угоди протягом 48 годин з моменту її підписання мала б відновити дію Конституція України редакції 2004 року та сформовано новий коаліційний уряд; до вересня 2014 року — проведена конституційна реформа; до грудня 2014 року — проведені позачергові президентські вибори, прийнято нове виборче законодавство та обрано новий склад ЦВК; проведено розслідування випадків насильства під наглядом Ради Європи; влада та опозиція відмовляються від силових дій. Угоду було засвідчено главами МЗС Польщі та Німеччини, представником МЗС Франції та російським омбудсменом.
Підписання угоди не було сприйняте людьми на майдані: демонстранти вимагали від Президента достроково піти у відставку. Зранку 22 лютого Янукович зник із Києва. Того ж дня Верховна Рада України 328-ма голосами народних депутатів підтримала постанову про самоусунення Віктора Януковича з поста Президента України, аргументуючи таке рішення самоусуненням Януковича від виконання своїх конституційних повноважень та обов'язків у неконституційний спосіб, та призначила позачергові вибори Президента України на 25 травня 2014 року.
22 лютого Віктор Янукович записав телезвернення, у якому назвав події 18-20 лютого в Україні державним переворотом, порівнявши їх із приходом нацистів до влади у Німеччині, назвав депутатів, що вийшли з Партії регіонів, зрадниками та заперечив легітимність прийнятих Верховною Радою рішень. Хоча за даними відеоспостереження підготовка Януковича до втечі розпочалась у Межигір'ї 19 лютого, коли між владою та опозицією ще велись переговори. Впродовж трьох днів там збирали й вивозили цінності та антикваріат. 21 лютого о 21:24 Янукович особисто проконтролював вивезення речей і покинув Межигір'я, очевидно не плануючи туди повертатись. Відправлення вантажних автомобілів із Межигір'я завершилось о 4 годині ранку 22 лютого
23 лютого 2014 року фракція Партії регіонів оприлюднила свою заяву, в якій усю відповідальність за ситуацію в Україні поклала на президента Віктора Януковича та його найближче оточення:
| «Ми, фракція Партії Регіонів у Верховній Раді України і наші однопартійці, рішуче засуджуємо злочинні накази, що призвели до людських жертв, до порожньої скарбниці, величезних боргів, ганьби в очах українського народу і всього світу, в результаті чого наша країна опинилася на краю прірви, загрози розколу і втрати національного суверенітету»[149] |
25 лютого 2014 року Генеральний прокурор України Олег Махніцький повідомив, що Віктора Януковича оголошено у розшук за підозрою у масових вбивствах людей з обтяжливими обставинами відповідно до частини 2 статті 115 Кримінального кодексу. Від 22 лютого місце перебування Януковича лишається невідомим: з'являлися повідомлення, що Президент знаходився у Харкові, Донецьку або Криму.
27 лютого з'явилась інформація, що Янукович перебуває в Росії, куди дістався морем разом зі своїм сином Віктором. Російські ЗМІ оприлюднили звернення Януковича до українського народу, у якому знову зазначив, що є легітимним Президентом України, назвав рішення Верховної Ради незаконними та попросив владу Росії забезпечити йому особисту безпеку. Влада Росії повідомила, що прохання про забезпечення особистої безпеки «було задоволено на території РФ». Колишній радник Януковича Ганна Герман назвала публікацію такої заяви фейком.
У березня 2015 року у фільмі «Шлях на Батьківщину» розповідаючи про анексію Криму, Путін розповів, що в ніч на 23 лютого 2014 року він провів нараду з керівниками спецслужб і міністерства оборони, на якому «поставив перед ними завдання врятувати життя президента України». Він заявив, що російські спецслужби готові були «вийняти» Віктора Януковича «прямо з Донецька, по суші, морю і з повітря». Путін сказав, що «для порятунку президента України силовики хотіли використати великокаліберні кулемети, щоб довго не розмовляти.» До 7 ранку операцію було закінчено.

#### Законність та конституційність усунення Януковича
За даними відеоспостереження підготовка Януковича до втечі розпочалась у Межигір'ї 19 лютого, коли між владою та опозицією ще велись переговори і не ставилося питання щодо його відставки. Статтями Конституції та будь-яким іншим законами не передбачено процедуру відставки президента у випадку його самовільного незаконного самоусунення від виконання обов'язків президента та зникнення шляхом втечі з країни. Постановою від 23 лютого 2014 року «Про покладення на Голову Верховної Ради України виконання обов'язків Президента України згідно зі статтею 112 Конституції України» Верховна Рада поклала на Голову Верховної Ради України Олександра Турчинова обов'язки президента. Верховна Рада, приймаючи ці постанови, діяла згідно з юридичною концепцією аналогії права і, таким чином, усунула прогалини в Конституції в ситуації, коли президент, порушуючи законодавство, самовільно ухилився від виконання покладених на нього законом президентських функцій шляхом втечі з країни. Противники усунення Віктора Януковича від влади також не беруть до уваги закріплене міжнародним та національним законодавством багатьох країн, включаючи Україну, право на повстання у випадку, якщо сама влада порушує закони, законні права громадян і стає тиранічною, що мало місце в діяльності Януковича на посту президента України.
Пізніше президент Білорусі Олександр Лукашенко заявив, що вважає легітимним призначення Олександра Турчинова в.о. президента України.
21 жовтня 2014 року Президент України Петро Порошенко підписав закон, який даватиме можливість провести суд над Віктором Януковичем.
19 січня 2015 року за клопотанням генеральної прокуратури Печерський районний суд ухвалив рішення про арешт Януковича, що дає змогу вимагати його екстрадиції з Росії.
4 лютого 2015 року Верховна Рада 281 голосом позбавила Януковича звання Президента України.
10 лютого Генеральний прокурор Росії Ю. Чайка у відповідь на український запит про арешт і видачу Януковича і його оточення заявив, що його Україні не передадуть.

#### Усунення з посади Президента України
4 лютого 2015 року Янукович символічно був позбавлений звання Президента України (яке залишається за колишніми Президентами України). За відповідний законопроєкт № 1883 проголосував 281 народний депутат, в тому числі 12 депутатів з «Опозиційного блоку». Проти такого рішення проголосував лише Добкін Михайло Маркович.
Петро Порошенко після підписання закону направив подання до Конституційного Суду України про визнання цього закону неконституційним, пояснивши це тим, що Конституція передбачає можливість позбавлення звання Президента лише у випадку імпічменту. Порошенко Петро Олексійович у своєму звернені зазначив:
|  | Оскільки закон, конституційність якого оспорюється, не має нормативного характеру, Верховна Рада, прийнявши його, діяла всупереч нормам Конституції України, а отже, це суперечить ч. 2 ст. 19 КУ, яка зобов'язує парламент діяти на підставі і в межах повноважень і способом, передбаченим КУ, у зв'язку з цим прошу визнати закон України "Про позбавлення Януковича звання президента України" від 4 лютого 2015 року таким, що не відповідає Конституції України, тобто неконституційним |

Голова комітету Держдуми Російської Федерації з міжнародних справ Олексій Пушков заявив, що це звернення є підтвердженням факту державного перевороту в Україні. Політолог Володимир Фесенко коментуючи цей випадок сказав, що Порошенко спочатку підписав цей закон, бо не хотів виглядати посібником Януковича, але потім, коли юристи розібралися, що закон дійсно не відповідає Конституції, був змушений звернутися до КС із даним проханням.

#### Заклики до війни
Перебуваючи в Росії, Янукович попросив президента РФ Путіна застосувати війська РФ для «відновлення законності» в Україні. Відповідну заяву Януковича від 1 березня 2014 року зачитав представник Росії Віталій Чуркін на засіданні Ради безпеки ООН у понеділок 3 березня 2014. Президент Росії отримав таке звернення колишнього президента України Віктора Януковича:
Як законно обраний президент України заявляю: події на Майдані, незаконне захоплення влади призвели до того, що Україна опинилася на порозі громадянської війни. У країні панують хаос і анархія. Життя, безпека і права людей, особливо на Південному Сході і в Криму під загрозою.
Під впливом західних країн здійснюється відкритий терор і насильство, люди переслідуються за політичними і мовними ознаками.

У цьому зв'язку звертаюся до президента Росії Володимира Володимировича Путіна з проханням використовувати збройні сили Російської Федерації для відновлення законності, миру, правопорядку, стабільності та захисту населення України.
23 червня 2015 року дав інтерв'ю телеканалу ВВС, під час якого заявив, що території «ЛНР» та «ДНР» повинні залишатися у складі України і закликав Європу й США змусити Київ сісти за стіл переговорів з «представниками Донбасу» та постійно підтримувати з ними зв'язок, а АТО назвав «геноцидом населення Донбасу». Крім того, він заявив, що хоче повернутися в Україну, яку у нього «забрали», а у розстрілі протестувальників 2014 року, як і у анексії Криму, звинуватив прихильників Майдану.
24 жовтня 2018 року адвокат Януковича Олександр Горошинський заявляв, що в матеріалах кримінальної справи немає оригіналу листа Януковича до Путіна з проханням ввести до України російські війська, і одночасно послався на ще один лист із матеріалів справи, де Янукович просить не про військову агресію, а про «поліцейську місію».

## Особисте життя

### Сім'я
- Дружина — Янукович Людмила Олександрівна (1949 р.н.) — домогосподарка.
- Син — Олександр (1973 р.н.) — бізнесмен, зараз працює заступником генерального директора ТОВ «Донбаснафтопродукт», за освітою — лікар-стоматолог.
- Син — Віктор (1981—2015) — колишній народний депутат України і член фракції «Партії Регіонів».

Після відкриття «Межигір'я» громадськості стало відомо, що разом із Януковичем у резиденції мешкала його цивільна дружина Любов Полєжай зі своєю донькою Марією.

### Захоплення
Картяр, займається спортом (великий теніс), любить полювання та розводить голубів, любить швидку їзду на автомобілях — навіть брав участь у змаганнях «Бахмутський шлях». Тримає собак (курцхаари, ягдтер'єри, лабрадори, такса, лайка). Воліє читати енциклопедії, Євангеліє, книги про історичні особистості. Любить футбол.

### Нерухоме майно
Дружині Віктора Януковича Людмилі Янукович належить будинок у Донецьку площею 304 м² у Будьонівському районі по вул. Райніса 65-а — 65-г, де вона проживає разом з синами Олександром та Віктором Януковичем-молодшим, котрим належать окремі будинки на спільній із мамою обгородженій території.

#### «Межигір'я»
«Межигір'я» знаходиться у селищі Нові Петрівці Вишгородського району Київської області. З 988 до 1935 року — це землі Межигірського монастиря, до 1990 — резиденція перших секретарів ЦК Компартії УРСР, з 1990 року — резиденція для іноземних делегацій.
Офіційно орендована Віктором Януковичем земля площею 1,8 га з новозбудованим будинком площею 620 м² знаходяться в оточені земельної власності ТОВ «Танталіт» (129 га) та благодійного фонду «Відродження України» (7,6 га), на території котрого, за словами Януковича, знаходиться його «клубний будинок». 140-гектарний комплекс «Межигір'я» огороджений п'ятиметровим парканом периметром 54 км. «Українська правда», у своєму журналістському розслідуванні, оприлюднила низку документів, що підтверджують зв'язок між ними, членами родини і оточенням Януковича. До складу колишньої резиденції входить: яхтовий причал, кінний клуб, тир, тенісний корт та інші розважально-відпочинкові комплекси; мисливське угіддя.
Заступивши на посаду прем'єра, 2002 року, Віктор Янукович отримав безоплатно від із Фонду держмайна будинок № 20 площею 325 м² на території резиденції.
1 квітня 2003 року Янукович за посередництва донецького благодійного фонду «Відродження України» орендував будинок № 20 і 3 га землі. Згідно з договором, вартість оренди — 3,14 гривень на місяць за сотку, термін — 49 років, мета — «здійснення заходів щодо сприяння реалізації загальнодержавних і міжнародних програм, спрямованих на поліпшення соціально-економічного положення» (проте в документі не уточнюється — положення кого саме має «поліпшитись»)..
25 вересня 2007 року відбувалося виведення другої частини «Межигір'я» з власності держави транзитом через національну акціонерну компанію «Надра України», хоча цей вид діяльності не входить до її компетенції. За «Надра України» відповідає Міністерство екології, котре очолив Василь Джарти — в минулому начальник виборчого штабу Януковича.
Відчуження проводилось без аукціону разом із конкурсом на землю.
У березні 2005 року заступник генпрокурора звернувся до господарського суду Києва з приводу відчуження резиденції в інтересах уряду і Фонду держмайна. 10 травня позов було задоволено на користь держави, а 20 травня рішення набуло законної сили. 23 листопада 2006 року, за часів прем'єрства Януковича, Вищий господарський суд скасував рішення, яким розривався договір оренди. Справу було передано на повторний розгляд до Господарського суду Києва. 5 березня 2007 року представник уряду Віктора Януковича Олена Лукаш, відкликала позов.
Заснована в Донецьку компанія «Медівесттрейд» подавала позов про неправомірність відчуження і програла його 22 жовтня 2007 року. Так само вони «програли» апеляцію — тобто у них на руках опинився судовий вердикт, який набув законної сили і фіксував правомірність дій із виведенням «Межигір'я» з державної власності.
В грудні 2007 Юлія Тимошенко стала Прем'єр-міністром України. Вона скасувала постанову, якою «Надрам України» передавалася резиденція «Межигір'я». У березні 2008 Генпрокурор Олександр Медведько відписав Тимошенко, що дії посадовців «Надра України» з обміну резиденції «Межигір'я» були законними, і оскаржити їх неможливо, тому що вони вже оскаржувались і виносилась остаточна апеляція на користь Януковича. 1 вересня 2009, після оголошеного прем'єром Тимошенко наміру оскаржити відчуження «Межигір'я», за наказом депутата від «Партії Регіонів» Миколи Джиги, з Вишгородської адміністрації вилучені 27 оригіналів документів про оренду земельної ділянки, що згодом були направлені у сейфи Генпрокуратури. 27 січня 2010 року, приватне підприємство «ДА ЛАТ» подало позов до Вищого господарського суду про незаконність угоди купівлі-продажу колишньої резиденції «Межигір'я» і «програла» його.
Згідно з декларацією Президента України, Главі держави належать земельна ділянка площею 1,7688 га у Київській області з розташованим на ній житловим будинком площею 619,6 кв. м, квартира в місті Києві площею 239,4 м² і два машиномісця загальною площею 39,9 кв. м.
23 лютого 2014 Верховна Рада України прийняла постанову про передачу «Межигір'я» у державну власність. З 22 лютого територія Межигір'я відкрита для відвідування. За 2 дні його відвідало кілька тисяч відвідувачів. Розкіш «помістя» вражає відвідувачів. Одним із найвідвідуваніших місць є сауна із золотим біде.
13 жовтня Президент П. Порошенко запропонував Кабінету міністрів передати «Межигір'я» Міністерству оборони для створення на його базі всеукраїнського реабілітаційного центру для учасників АТО.

#### Мисливські угіддя
Януковичем приватизована більша частина Дніпровсько-Тетерівського лісомисливського господарства, що поблизу села Сухолуччя Вишгородського району, землі регулярного полювання Януковича. Приватизації 17 га колишніх державних резиденцій «Акація» та «Острів», що входять до лісництва, проходила за такою схемою: 14 лютого 2007 року Прем'єр-міністр В. Янукович підписав розпорядження № 51-р про передачу цілісного майнового комплексу Дніпровсько-Тетерівського лісомисливського господарства до сфери управління Держкомлісгоспу; далі Держкомлісгосп передав землі «Акації» та «Острів» в користування підприємству ТОВ «Дом лесника»; далі голова Вишгородської адміністрації підписала акт про зміну цільового призначення земель. Слід зауважити що погодження експертизи Держкомагенства, як випливає з документів, було отримане швидше, ніж надійшла заява про її проведення та видане після того, як Кабмін розпорядженням № 601, з метою запобігання зловживань, заборонив змінювати статус лісових угідь до ухвалення Лісового кодексу. Процес відчуження завершився передачею Вишгородською адміністрацію актів на право власності ТОВ «Дом лесника». Після чого лісництво можна вважати власністю Януковича, бо керівники ТОВ «Дом лесника» — це ті ж самі однопартійці, що брали участь у відчуженні земель «Межигір'я». 2007 року до закритого лісництва були побудовані дві асфальтові дороги за державний кошт вартістю 25 млн гривень із контрольно-пропускним режимом, відпочинковий комплекс готельного типу, мисливські хатинки, загони для кабанів, тощо.

#### Квартири
2003 року Янукович приватизував квартиру площею 184 м², надану адміністрацією Шевченківського району міста Києва, згодом безоплатно обміняв її на більшу та продав однопартійцю за 33 млн гривень.
Схема приватизації відбулась наступним чином. Як безквартирному урядовцю, за рішенням Шевченківської райадміністрації 14 жовтня 2003 року, Віктору Януковичу було передано державна квартира у центрі Києва по вул. Володимирській 49 на правах найму. Укладений договір — формальність, бо забудовник здавав житло в експлуатацію лише на другий рік. Того ж дня, Янукович звернувся з проханням до райадміністрації приватизувати житло, заява включала членів родини: дружину, сина, тещу. За надлишкові 90 метрів, відповідно до норм приватизації, Янукович сплатив 16 грн. Того ж дня виходить рішення про приватизацію квартири. Наступного дня нерухомість реєструється в Київському БТІ. Через тиждень три чверті квартири переходить Валентині Давидовій, тещі Віктора Януковича. 29 жовтня В.Давидова вирішує обміняти квартиру на інше помешкання з площею 384 м², по вулиці Івана Мазепи 10 без доплати, оскільки БТІ, за нез'ясованих причин, оцінила обмін рівноцінним.
Не зважаючи на збільшення площі, в декларації про доходи за 2003, 2005, 2006 роки розмір квартири зазначений як 144, 140, 160 м² відповідно. 4 жовтня 2008 року Янукович укладає з Сергієм Клюєвим договір купівлі-продажу, згідно з яким квартира розміром 384 м² продається за ціну 33 млн гривень. За нез'ясованих причин ціна в рази перевищує середньо-ринкові ставки для нерухомості преміум-класу.
Для сплати вартості будинку Януковичу довелось продати все нерухоме майно, включно з квартирою в Донецьку. Проте, Декларація про доходи 2008 року виявила квартиру в Києві, розміром 239,4 м² в районі Оболонської набережної. Нерухоме майно включає два поверхи, мансарду, літню терасу та два машино-місця.

## Судимості. Зняття судимостей
15 грудня 1967 р. у 17 років Віктора Януковича вперше засудили до 3 років позбавлення волі за участь у пограбуванні за статтею 141 ч. 2 КК УРСР як члена злочинного угруповання «Півновка». У зв'язку з амністією з нагоди «50-річчя Жовтневої революції» термін покарання суд зменшив до 1,5 років. Покарання Віктор відбував у Кременчуцькій виховній колонії упродовж 6—7 місяців і був умовно-достроково звільнений за клопотанням адміністрації за зразкову поведінку. За свідченням мешканця Сміли Миколи Московченка, який у той час також перебував у цій колонії, Янукович співпрацював з адміністрацією виправної установи.
Удруге до кримінальної відповідальності Віктора притягнули за заподіяння тілесних ушкоджень середньої тяжкості за ст. 102 КК УРСР і 8 червня 1970 р. засудили до 2 років позбавлення волі. Досудове слідство й розгляд справи в суді тривали 9 місяців. За свідченням одного з приятелів Віктора Януковича Олександра Мартиненка, під час інциденту була присутня якась дівчина, яку Віктор Янукович начебто захистив від п'яних залицянь. Побутує легенда, що начебто справу насправді порушували за зґвалтування відповідно до статті 118 КК УРСР, але завдяки співпраці Януковича з «органами» буцімто зникла заява потерпілої, а справу перекваліфікували. Відбував покарання в Єнакіївській виправній колонії № 52 в селищі Оленівка.
У грудні 1978 р. судимості Януковича ухвалою Президії Донецького обласного суду визнані безпідставними. Це стало можливим завдяки зверненню до Донецького обласного суду космонавта Георгія Берегового, депутата Верховної ради СРСР. Обставини цих справ суперечливо висвітлює низка засобів масової інформації.
У 2004 р. до Донецька скликали журналістів для прояснення ситуації з судимостями прем'єра. Голова Донецького апеляційного суду Олександр Кондратьєв запитав у них: «У вас що, є підстави мені не вірити?»
8 лютого 2005 р. Донецька обласна прокуратура за вказівкою Генпрокуратури України відновила розслідування у справі про можливі фальсифікації при знятті судимостей і Віктора Януковича. У липні 2005 року в ході перевірки, проведеної Донецькою обласною прокуратурою, встановлено, що протягом 2002—2004 рр. співробітники Донецького обласного апеляційного суду підробили дві постанови президії Донецького обласного суду від 27 грудня 1978 р. про скасування стосовно Віктора Януковича вироків народного суду Єнакієвого за ст. 141 ч. 2 («грабіж, пов'язаний із насильством») і ст. 102 («свідоме нанесення тілесних ушкоджень»). Експертиза, проведена Науково-дослідним експертно-криміналістичним центром Керування МВС у Донецькій області, як і наступна, проведена Державним науково-дослідним експертно-криміналістичним центром Управління МВС України, факт фальсифікації архівної справи № 386 Р-3410 підтвердила. У висновках обох експертиз відзначалося: сторінки з постановами, що відрізняються складом паперу від інших сторінок, вставлені у справу після її розшивання, підпис судді Віталія Хованського, який вивчав справу Януковича, підроблений іншою особою.
У жовтні 2005 р. розслідування припинено «у зв'язку з відсутністю складу злочину» — слідчим органам не вдалося виявити оригінали фальсифікованих документів, а склад злочину за ст. 366 ч. 2 КК України припускає підробку винятково оригіналів. Віталій Бойко, головуючий у президії Донецького обласного суду того часу, згодом голова Верховного Суду України, не раз заявляв, що особисто підписав постанови суду про зняття судимостей.
У 2006 р. порушено кримінальну справу за фактом фальсифікації постанов суду про зняття судимостей з Віктора Януковича. Її закрили за відсутністю складу злочину в липні 2006 року..

## Рейдерство
За час президентства Віктора Януковича атак з боку «Сім'ї» Януковича зазнали не менше 7 000 українських компаній. До цього числа входять як випадки входження протиправними методами так званої «Сім'ї» Януковича в корпоративні права фірм, які сподобалися, так і «наїзди» з метою отримання «данини» — тобто комерційної вигоди. Про це свідчать дані Антирейдерського союзу підприємців України. У сферу «корпоративного інтересу» «Сім'ї» Януковича входила вся Україна. Такі масштаби мали практичне пояснення: за словами керівника Союзу Андрія Семидідька, в оточення експрезидента була чітка задача — провести Януковича на другий термін.
«За приблизними підрахунками, для цього було необхідно заручиться підтримкою близько 15 млн чоловік. І якщо припустити, що на підкуп одного голосу йде в середньому $100, то стає ясно, в яку суму оцінювалася „Сім'єю“ Януковича сума, необхідна для підтримки їхнього лідера: $1,5 млрд», — вважає Семидідько.
За словами експертів, у «Сім'ї» Януковича було три роки, протягом яких на них працювала вся система — і прокуратура, і правоохоронні органи, і суди. Рейдери оперували нескладними методами. Наприклад, потрібно було знайти прибуткову компанію. Потім — ініціювати перевірку податкової і за її результатами порушити кримінальну справу. На підставі матеріалів справи відбувалася так звана «фіксація» власника, на якого виходили рейдери з пропозицією. Зазвичай варіантів було небагато: йому пропонувалося платити регулярну «данину» в розмірі 30-50 % від прибутку компанії — або поступитися право власності. При цьому або частина компанії виводилася в офшор, або зміни у складі власників просто не реєстрували — тобто де-юре склад власників залишався колишній, але де-факто існував протокол засідання, згідно з яким одні власники йшли, а інші заходили.
Зі слів Семидідька, за Януковича були створені ідеальні умови для рейдерства і всю систему вибудували так, що на протиправне відбирання власності з готовністю йшли всі причетні особи.
За словами українського підприємця Владислава Чечоткіна, співвласника та керуючого компанією «Rozetka.ua»: «При Януковичі не було ніякої змагальності влади. На тебе нападає прокуратура і каже, що з тебе 0,5 млн. Ти біжиш вирішувати в міліцію, а там питають: „Чого ти прийшов? Тобі ж у прокуратурі сказали, що з тебе 0,5 млн“. Ти біжиш у суди. Суди кажуть: „Чого ти прийшов? Тобі ж сказали: 0,5 млн“».

## Звання, посади, нагороди

### Звання, посади
- 14 березня 2000 року захистив докторську дисертацію за «спеціальність 08.10.01 — Розміщення продуктивних сил і регіональна економіка» на тему «Управління розвитком інфраструктури великого промислового регіону»[224] і отримав ступінь доктор економічних наук.
- Президент Національного олімпійського комітету України (грудень 2002 — червень 2005).
- Член Президії НАНУ.[225][226][227][228]
- Дійсний член АЕНУ.
- Член-кореспондент Транспортної академії України.
- Член Антикризового центру (листопад 2003 — червень 2005).

### Нагороди України

#### Державні нагороди
- Орден «За заслуги» III ступеня (13 листопада 1998)[229], II ступеня (3 липня 2000)[230], I ступеня (3 липня 2002)[231]
- Заслужений працівник транспорту України (18 жовтня 1995)[232]

Позбавлений всіх державних нагород в 2022 році.

#### Відомчі нагороди
- Знак «Шахтарська доблесть» III, II, I (2007[234]) ступеня.
- Знак «Шахтарська слава» III, II, I ступеня.
- Почесна грамота Кабінету Міністрів України (4 липня 2000) — за значний особистий внесок у соціально-економічний розвиток Донецької області, вагомі досягнення у професійній діяльності[235]. Постанова про нагородження В.Януковича Почесною грамотою втратила чинність відповідно до Постанови Кабінету Міністрів України від 21 липня 2023 р.[236]

### Іноземні державні нагороди
- Кавалер Великого хреста ордена Почесного легіону (Франція, 2010)[237].
- Орден Дорогоцінного жезла[ru] (Монголія, червень 2011)[238]
- Орден Святого Месропа Маштоца (Вірменія, 30 червня 2011)[239][240]
- Національний орден Хосе Марті (Куба, 22 жовтня 2011)[241]
- Орден «Ісмоілі Сомоні» I ступеня (Таджикистан, 15 грудня 2011)[242]
- Орден Заїда (Об'єднані Арабські Емірати, листопад 2012)[243]
- Орден Незалежності (Держава Катар, листопад 2012)[244]
- Президентський орден Сяйво (Грузія, 2013)[245]
- Орден Республіки Сербія[sr] (Сербія, 22 лютого 2013)[246]
- Орден «Гейдара Алієва» (Азербайджан, листопад 2013)[247]
- Медаль Ананії Ширакаці (Вірменія, 2004).

### Нагороди релігійних конфесій

#### НагородиУПЦ (МП)
- Орден Святого преподобного Нестора-літописця Києво-Печерського (1998).
- Орден «Відзнака Предстоятеля Української Православної Церкви» (2010).

#### НагородиРПЦ
- Орден святого рівноапостольного князя Володимира (РПЦ) III ступеня (1998), II ступеня (2004), I ступеня (23 липня 2010)[248],[249].
- Орден святого благовірного князя Данила Московського[ru] I ступеня (2004).
- Орден преподобного Сергія Радонезького I ступеня (2004).

#### Нагороди інших православних церков
- Орден Святого Гробу Господнього (Єрусалимська Православна Церква, 1 грудня 2011)[250]

### Нагороди міжнародних і національних спортивних організацій
- Олімпійський орден МОК (2007)[251][недоступне посилання]
- Золота медаль Міжнародної федерації хокею (2003)[252][253]
- Почесний знак Національного олімпійського комітету України (2005).

### Звання Почесного громадянина
- Почесний громадянин Донецької області[ru] (2002)
- Почесний громадянин м. Мирнограда Донецької області (2006 —2015)[254]
- Почесний громадянин м. Єнакієвого Донецької області[255]

### Почесні вчені звання і ступені
- Почесний доктор Одеської національної юридичної академії (2007)[256].
- Почесний доктор Донецького національного технічного університету.
- У листопаді 2010 року пресслужба Московського державного університету повідомила про заплановане вручення Януковичу диплома та медалі почесного професора МДУ, але у нього не вистачило часу заїхати до університету за нагородою [257].

### Інші нагороди
- Імператорський орден Святого Рівноапостольного князя Володимира I ступеня (2011)[258].

### Інші рейтинги
- Віктор Янукович у 2013 р. вп'яте очолює рейтинг Топ-100 найвпливовіших українців за версією журналу «Кореспондент»[259]

### Псевдонаукові ступені та неіснуючі нагороди
Янукович має псевдонаукові ступені та неіснуючі нагороди.
- Вказував у своїй біографії, що є членом Каліфорнійської міжнародної академії науки, освіти, індустрії та мистецтв. Пізніше з'ясувалося: такого закладу не існує.[260].
- «Кембриджський міжнародний центр» нагородив В.Януковича медаллю — відзнакою за його наукові проєкти та їхнє успішне втілення у Донецькому регіоні. За рішенням Кембриджського Центру його було нагороджено званням «людина року» в номінації «місцевий економічний розвиток» за 2000 рік і включено до річного видання Міжнародного Біографічного Центру. В той же час доктор Джейк Рейнольдз — заступник директора Програми з промисловості Кембриджського університету, яка займається різноманітними проєктами для промисловців, підприємців, економістів тощо, заявив: «Я особисто ніколи не чув про Кембриджський міжнародний центр. Ви можете зв'язатися з університетським центром міжнародних відносин. Однак, я не знаю про існування на цьому факультеті жодних програм висунення на нагороди».[261]
- 9 липня 2008 р., у день народження Віктора Януковича, російська громадська організація «Національний комітет громадських нагород» ухвалила рішення про нагородження його орденом Святого князя Олександра Невського І ступеня «за видатні заслуги і величезний особистий внесок у зміцнення економічного і культурного співробітництва між Росією та Україною». Про це повідомлялося на офіційному сайті Віктора Януковича. У державному реєстрі Російської Федерації ця нагорода зареєстрована під № 042.[262] 24 вересня 2008 р. Генеральна прокуратура Росії повідомила про те, що «Генеральною прокуратурою Росії і ФСБ Росії разом із ФНС Росії, Мін'юстом Росії, Геральдичною Радою при президенті Росії виявлені порушення закону в діяльності Академії проблем безпеки, оборони та правопорядку та автономної некомерційної організації „Національний комітет громадських нагород“, Академією і Національним комітетом усупереч чинному законодавству засновані 73 види ідентичних державним нагород, у тому числі ордена, медалі, нагрудні знаки, встановлені учені ступені». Орден Святого князя Олександра Невського, яким був нагороджений лідер Партії регіонів Віктор Янукович, визнаний недійсним[263].

## Наукові праці та інші публікації
Автор (співавтор) близько 30 наукових праць, зокрема книг:
- «Инфраструктура промышленного региона: теория, практика, перспективы» (1999)
- «Менеджмент инвестиционного проектирования и планирования» (т.2, в 3 кн.; 1996—1998, співавтор);

статей:
- «Состояние и проблемы деятельности банков в Донецкой области» (1998)
- «Статус обласної ланки управління соціально-економічним розвитком» (1998)
- «Регіональні проблеми формування і використання трудових ресурсів» (1999)
- «Украинско-российские экономические отношения в региональном аспекте: тенденции, особенности развития» (1999)
- «Шахтерские города Донецкой области: проблемы и пути решения» (1999, співавтор)
- «Проблемы реструктуризации хозяйственного комплекса промышленного региона» (1999, співавтор)
- «Проблемы и перспективы социально-экономического развития Донецкой области» (1999)
- «Засоби підвищення ефективності зовнішньоекономічної діяльності регіону» (2000)
- «Экономические процессы управляемы» (2001) та ін.
- «Opportunity Ukraine[264]», англійською мовою. — Відень: Видавництво Мандельбаум, 2011 — книгу було викрито у плагіаті[265][266][267][268].

## Конфузи, курйози та помилки
Практично з самого початку передвиборчої кампанії 2004 Віктора Януковича з ним траплялися курйозні випадки, які потім відбивались у численних творах народного мистецтва, анекдотах тощо. Слово «проФФесор» перетворилося на інтернет-мем і стало застосовуватися не лише на адресу Януковича, але й для позначення будь-яких безграмотних політиків, які люблять присвоювати собі наукові титули.[недоступне посилання] Приклади недолугих висловів отримали назву «янукізми». Низка оглядачів розцінює подібні обмовки як свідчення надзвичайно низького культурного рівня Януковича.

### Курйози
- Під час так званої «яйцевої атаки» в Івано-Франківську у Януковича влучило яйце і він картинно впав[276][277].
- Коли Янукович прибув до парламенту для проведення інавгурації, при вході до Верховної Ради перед ним закрилися двері, мало не вдаривши його[278].
- 15 вересня 2009 року у Палаці культури «Овація» в Кривому Розі під час зустрічі з місцевим партійним активом Янукович сказав: «Я краще сів би утретє, ніж допустив би нинішню владу до влади»[279].
- У грудні 2009 р. в Василькові після мітингу, коли на площі ще залишалося близько тисячі людей, Янукович запитав біля увімкненого мікрофона: «Чого ці дебіли не розходяться?»[280][281]
- 17 травня 2010 року, під час спільного з Дмитром Медведєвим покладання квітів до могили невідомого солдата в київському Парку Слави, на Януковича впав вінок[282].
- 30 червня 2010 року Янукович під час урочистої зустрічі з президентом Шрі-Ланки Махіндою Раджапаксе не дав йому дослухати гімн. Після того, як президенти привітали один одного, оркестр почав грати гімн Шрі-Ланки. Однак, замість того, щоб дослухати гімн до кінця, Янукович повів Раджапакса обходити стрій почесної варти і вітатися з делегацією. Після цього гімн України взагалі не грали[283].
- 25 жовтня 2010 року, під час спільної пресконференції, прем'єр-міністр Канади Стівен Гарпер почав говорити по-французьки і пролунав синхронний переклад українською. Потім Гарпер, враховуючи двомовність Канади, повторив ту ж саму промову, але англійською мовою. Втім, Янукович, не зрозумівши, що прем'єр повторює вже сказане і попри те, що переклад уже пролунав, з подивом наказав перекласти: «Translate, please»[джерело?].
- 11 січня 2010 Янукович розсмішив аудиторію під час політичного ток-шоу, коли на питання про тероризм і МАГАТЕ несподівано відповів: «Это не балалайка. Одна палка, две струна, — говорят. Я хозяин вся страна»[284][285].
- В тому ж ток-шоу він сказав: «Все, що не казали помаранчеві, все роблять навпаки. Краще не казали б… Кажуть, зима буде чудова — прийшла зима. … За що б вони не бралися — чекай біди»[284].
- 15 червня 2011 року, виступаючи на XIII Всесвітньому конгресі російськомовної преси, Янукович забув назву Закону «Про доступ до публічної інформації», зробив довгу паузу, а потім попросив підказки залу: «Як він у нас називається?» Після закінчення свого виступу він залишився стояти за трибуною, лише після того, як головуючий конгресу подякував Януковичу за участь у заході, пішов зі сцени і залишив конгрес[286].
- У грудні 2013 року віцепрезидент США Джо Байден у своєму виступі на конференції в США назвав Януковича «Янкеловичем»[287][288].

### «Родовий» герб
9 липня 2001 р., на День народження, Віктор Янукович отримав у подарунок від друзів «родовий» герб. У ньому переважають смарагдові і рубінові тони, багато золота (знак багатства, справедливості і великодушності). Девіз «Superabo» означає: «Подолаю». Багато деталей, зокрема троянда, запозичена з донецького герба і є знаками губернаторської влади. Інші символи: два колоски — багатство і достаток; пальмові гілки — перемога; тигри — зодіакальний (за китайським календарем) знак Віктора Януковича. Логотип автомобілів «Мерседес» в руках кентавра — підтвердження здібностей Віктора Януковича як водія[недоступне посилання].
Герб склав Ігор Сметанников (голова Всеросійської геральдичної спілки). Зобразив Юхим Комаровський.
Головний редактор сайту «Геральдика сьогодні», секретар Гільдії геральдичних художників Росії, Дмитро Іванов вважає, що родовий символ Віктора Януковича належить до гербоподібної емблеми чи псевдогерба (тобто фальшивого) і говорить про нього, як про зразок «брудної геральдики» (bogus heraldry). Він суперечить тим правилам, канонам і традиціям, що діють на території України, ці правила не передбачають можливості використання елементів державного герба при створенні приватних символів, інших дефектів на ньому також достатньо — каже цей фахівець. Він підкреслює, що провини Януковича у цьому немає: сам він собі герба не замовляв, участі в обговоренні та розробці емблеми не брав, а лише необачно прийняв його у дар, довірившись малодосвідченим людям — «родовим» той може називатися дуже умовно.

### Народна творчість
Постать Януковича дала натхнення низці художніх творів, у їхню основу покладено окремі епізоди з президентської передвиборчої кампанії 2004 року та попередні судимості. Серед найзначніших можна виділити такі:
- Мультсеріал «Веселі яйця», натхнений «яєчним замахом» в Івано-Франківську.[294]
- Кіноепопея «Операція проФФесор-1»[295], в якій Віктор Янукович став головним персонажем.[296]
- Пісня гурту «Ґринджоли» «Разом нас багато» (перша версія), в якій натяком згадується епізод, де Віктор Янукович називає опонентів «Козлами».
- Прототип персонажа царя Віктора II в українському мультсеріалі Казкова Русь.
- Вірш Убий підараса українського письменника Юрія Винничука було створено з алюзією на Януковича.
- У серпні 2013 року на автобусній зупинці у Слов'янську з'явилося графіті, де Януковича представлено у спортивному костюмі так, що він схожий на тітушку чи гопника.[297]

### Гімн «Лідер»
У жовтні 2009 Януковича звинуватили в тому, що його передвиборчий гімн кандидата в президенти «Лідер» є плагіатом італійської пісні «Ti amo», написаної Тото Кутуньйо і виконаної Умберто Тоцці більше 30 років тому.

## Критика
У зв'язку з подіями Євромайдану, символом і синонімом режиму Януковича стало словосполучення «Золотий унітаз». У багатьох неофіційних промовах словосполучення вживається як евфемізм правління Віктора Федоровича та його політичного оточення.

### Утиски свободи слова в Україні
За два місяці президентства Януковича та існування пропрезидентських більшості й уряду в Україні посилились тиск на ЗМІ і згортання свободи слова. Зокрема, незалежні експерти констатували політизацію Першого національного телеканалу. Почастішали факти цензури на комерційних телеканалах: журналісти «1+1» та «СТБ» заявили про факти запровадження там цензури їхнім керівництвом, причому журналісти СТБ констатують наявність фактів цензури з 2008 р..
Соцопитування соціологічної групи «Рейтинг» у кінці квітня 2010 р. свідчать, що 18 % громадян відчули згортання свободи слова в Україні, 66 % — не відчули, 16 % — не визначилися. Інше соцопитування «Рейтинг» вересня 2010-го свідчить, що 41 % громадян відчули згортання свободи слова в Україні, 35 % — не відчули, 24 % — не визначилися.
24 лютого 2011 р. українські правозахисники, які представили доповідь 40 громадських організацій щодо прав людини в Україні за 2009—2010 роки, заявили, що в Україні дедалі більше відчутні тоталітарні тенденції. Серед основних українських проблем експерти називають масове порушення прав людини з боку правоохоронців, політичні переслідування опозиції й утиски свободи слова. Оглядачі вважають, що однією з найтемніших плям на іміджі України є переслідування опозиції. Керівництво України спростовує причетність до політичних утисків, співголова же Харківської правозахисної групи Євген Захаров заявляє, що в державі є політичні в'язні.
Згідно зі звітом американської неурядової організації «Freedom House» на початку травня 2011 р., свобода преси у світі впала до найнижчого рівня за понад 10 років. Серед інших країн значне погіршення ситуації зі свободою слова є і в Україні.
Янукович визнав: в Україні багато треба зробити для забезпечення свободи слова, проте вважає, що влада не причетна до утисків свободи слова..

### Судові позови до Президента України
- Телеканал ТВі в Окружному адміністративному суді міста Києва оскаржив указ президента Януковича, за яким членом Вищої ради юстиції призначено Валерія Хорошковського. У позовній заяві телеканалу зазначається, що призначення Валерія Хорошковського є неправомірним. Стаття 6 Закону України «Про Вищу раду юстиції» вказує на те, що на посаду члена Вищої ради юстиції може бути рекомендований громадянин України, який має стаж роботи в галузі права не менше десяти років. З біографії Хорошковського випливає, що він такого стажу не має. Вимоги цієї статті не поширюються лише на осіб, які входять до складу Вищої ради юстиції за посадою, а це: Голова Верховного Суду України, міністр юстиції України та Генеральний прокурор України, йдеться в заяві. Посада голови служби безпеки України не входить до цього переліку.[310].
- У вівторок 15 червня 2010 року відбулось попереднє судове слухання за позовом Володимира Волосюка до Віктора Януковича. Позивач вимагає вибачень за те, що український президент зробив заяву «про заперечення Голодомору як геноциду українського народу». Володимир Волосюк із Хмельницького вважає, що «знищення українського народу сталінським режимом» — достатній привід для того, щоб президент Віктор Янукович щонайменше вибачився за те, що наприкінці квітня сказав у Страсбурзі про Голодомор. На сесії Парламентської асамблеї Ради Європи Віктор Янукович заявив, що Голодомор називати геноцидом одного конкретного народу неправильно і несправедливо[311].

### Ворог преси
Віктор Янукович разом із прем'єр-міністром Миколою Азаровим та міністром внутрішніх справ Віталієм Захарченком стали найбільшими ворогами української преси у 2012—2013 роках за результатами щорічного дослідження Інституту масової інформації та Незалежної медіа-профспілки.

## Міжнародні санкції

Країни, в яких Янукович під санкціями

17 березня 2014 США ввели персональні санкції проти переліку осіб які загрожують миру, безпеці, стабільності, суверенітету, та територіальній цілісності України, та за підрив демократичних інститутів і процесів в Україні. В цьому списку осіб знаходиться і Віктор Янукович. Він звинувачується урядом США в загрозі миру, безпеки, стабільності, суверенітету, та територіальної цілісності України, в підриві демократичних інститутів і процесів в Україні та в тому, що після втечі з Києва до Росії, Віктор Янукович закликав президента Росії Володимира Путіна відправити російські війська в Україну.
15 вересня 2016 року суд Євросоюзу своїм рішенням скасував санкції 2014 року проти Віктора Януковича, його сина Олександра та колишнього глави Адміністрації Президента України Андрія Клюєва, при цьому визнавши замороження у ЄС рахунків законним. 13 жовтня 2016 року Європейський суд справедливості відхилив апеляційну скаргу України щодо наказу про відшкодування нею юридичних витрат колишньому президенту Віктору Януковичу і його синам у розмірі 6 млн 378,4 тис. гривень.

## Кримінальне переслідування після втечі
Станом на 15 травня 2014 року стосовно Януковича розслідувалось 6 кримінальних справ щодо зловживання ним владою. Справи внесені до Єдиного реєстру досудових розслідувань.
Після втечі в Росію Янукович 26 лютого купив собі маєток під Москвою вартістю 52 млн доларів, яка в декілька разів перевищує декларовані ним цінності за весь час перебування на посаді президента України. Генеральний прокурор Олег Махніцький стверджував, що Януковичу було оголошено підозру у держзраді й поплічництві РФ в агресії проти України.
30 квітня того ж року генеральний прокурор України О. Махницький під час форуму у Лондоні заявив, що Янукович вкрав у країни близько 100 млн доларів. За його словами, частина цих грошів були вивезені по європейським банкам, частина — в Росію. Як мінімум 32 мільярди були вивезені на початку року через кордон готоівкою — у вантажівках.
12 січня 2015 року оголошений у розшук Інтерполом, але 21 липня 2015 року Інтерпол призупинив розшук у зв'язку з поданням Віктором Януковичем скарги.
12 грудня 2016 року Генпрокуратура України повідомила, що суд заарештував об'єкт водного транспорту, 3 об'єкти житлового фонду, 2 гаражі та цінності з державної резиденції «Межигір'я», картини і ікони, земельну ділянку та грошові кошти, що належать В. Ф. Януковичу.
14 грудня 2016 року Печерський районний суд Києва, розглянувши клопотання Головної військової прокуратури України, постановив затримати Януковича з метою його приводу для участі в розгляді клопотання про застосування запобіжного заходу у вигляді утримання під вартою.
За оцінками Генпрокуратури, упродовж правління експрезидента Віктора Януковича було вкрадено близько 40 млрд доларів.
25 квітня 2017 року прессекретар Януковича Юрій Кірасир повідомив, що Інтерпол підтвердив зняття з розшуку Віктора Януковича і його сина Олександра.
Оболонський районний суд Києва офіційно викликав Януковича як обвинуваченого на засідання 4 травня 2017 року. Його було звинувачено у злочинах, передбачених ч. 5 ст. 27, ч. 3 ст. 110, ч. 1 ст. 111, ч. 2 ст. 437 КК України (тяжкі та особливо тяжкі злочини: державна зрада, пособництва дій у зміні державного кордону, ведення війни).
Впродовж 2017 року суд переносився Оболонським районним судом декілька разів через різні причини. На засіданні 13 грудня, адвокат Януковича заявив, що той був позбавлений можливості взяти участь у процесі, також були підстави вважати, що суд «знаходився під тиском».
21 лютого 2018 року Президент України Порошенко дав свідчення у справі експрезидента Януковича. За клопотанням прокурора Руслана Кравченка, допит Порошенка проходив у режимі відеоконференції, оскільки президент не мав можливості бути присутнім у суді.
24 січня 2019 року заочно засуджений Оболонським районним судом Києва на 13 років позбавлення волі, визнаний винним у державній зраді, посібництві у веденні агресивної війни. Зокрема зазначалось посібництво представникам влади Росії в умисних діях, які були вчинені з метою зміни меж території та державного кордону України, порушення порядку, встановленого Конституцією веденні агресивної війни, тобто в злочинах, передбачених частиною 1 статті 111, ч. 5 ст. 27 ч. 3 ст. 110, ч. 2 ст. 437 Разом із тим, визнаний невинуватим та виправданим за ч. 5 ст. 27 (види співучасників), ч. 3 ст. 110 (посягання на територіальну цілісність та недоторканність України) Кримінального кодексу у зв'язку з недоведеністю у його діях складу кримінального правопорушення. 2 жовтня 2020 року Київський апеляційний суд залишив вирок у силі. Верховний Суд також залишив вирок без змін.
7 жовтня 2021 року, Вищий антикорупційний суд України заочно обрав запобіжний захід у вигляді арешту екс-президентові Віктору Януковичу у справі про Межигір'я. «Обрати запобіжний захід у вигляді тримання під вартою. Після затримання і не пізніше ніж за 48 годин після доставки розглянути за його участю питання про застосування обраного запобіжного заходу», — оголосила суддя.
28 квітня 2025 року Подільський районний суд міста Києва ухвалив рішення про позбавлення волі Віктора Януковича на 15 років за підбурювання до дезертирства та організацію незаконного переправлення через держкордон (ч. 2 ст. 332, ч. 4 ст. 27 ч. 2 ст. 408 КК України).

## Спроби повернення до України
23 вересня 2019 року його адвокат Віталій Сердюк після засідання в Апеляційному суді Києва повідомив, що втікач Янукович готується повернутися до України. Сердюк заявив, що його підзахисний «тимчасово перебуває на території РФ» і вимагає притягнути до відповідальності осіб, винних у «здачі Криму» та «перевороті в Україні». Раніше Сердюк заявляв, що Віктор хотів би повернутися до України після відходу з посади президента Петра Порошенка, незважаючи на те, що в січні 2019-го Януковича було визнано винним у справі про державну зраду та заочно засуджено до 13 років в'язниці.
Під час Російського вторгнення до України в 2022 році прибув до Білорусі й очікував там, поки Росія за «три дні» візьме Київ, щоб повернутися.

## Цікаві факти
- 2008 — на честь Януковича було названо площу у місті Спітак (Вірменія)[344][345].

## Відео
- Януковича «збили» яйцем [Архівовано 26 лютого 2011 у Wayback Machine.]
- Янукович про «козлів»-опонентів [Архівовано 10 грудня 2012 у Wayback Machine.] (рос.)
- Янукович вибачається за «оранжевих крис» та «козлів» [Архівовано 1 вересня 2010 у Wayback Machine.]
- Янукович: «Баранку вам от бублика, а не Шарапова!» [Архівовано 25 січня 2011 у Wayback Machine.] (рос.)
- 5.ua :: Янукович назвав Тимошенко «коровою на льду» [Архівовано 10 грудня 2012 у Wayback Machine.]
- 5.ua :: Янукович вліз у лайно [Архівовано 28 січня 2010 у Wayback Machine.]
- Янукович про Анну АхмЕтову [Архівовано 3 лютого 2010 у Wayback Machine.] (рос.)
- Янукович, як перекладає це прізвище відомий інтернет-перекладач [Архівовано 10 грудня 2012 у Wayback Machine.]
- Переговори Путіна з Януковичем: «опозиції немає» [Архівовано 10 грудня 2012 у Wayback Machine.] (рос.)
- На Януковича впав вінок [Архівовано 29 травня 2010 у Wayback Machine.]